# История развития спорта в Санкт-Петербурге до 1917 года
Спорт в дореволюционном Санкт-Петербурге — охватывает историю развития спорта в Санкт-Петербурге с момента его основания в 1703 году до Октябрьской революции в 1917 году. Занятия, связанные с греблей и умением управлять парусными суднами Пётр I вводил ещё среди офицеров в начале XVIII века. В начале XIX века появлялись первые курсы по плаванию и гимнастические упражнения в гимназиях для детей дворян и других привилегированных горожан.
Развитие спорта в современном виде началось в 1860-е годы после отмены крепостного права и с развитием капиталистической системы в Российской империи. В Петербурге, в среде аристократии и городской интеллигенции начали появляться первые спортивные кружки, в которых спорт выступал видом активного отдыха. Так как многие виды спорта появились изначально в Европе, первые спортивные кружки создавали иностранцы, и спортивные занятия рассматривались, как иностранные развлечения.
Самым важным этапом в развитии спорта стал рубеж XIX и XX веков, когда спорт стал доступен более широким слоям городского населения. В обществе активно культивировалось важность занятия спортом для физического здоровья. В городе появлялось множество спортивных сообществ, устраивались соревнования, появлялись профессиональные спортсмены.
Существует миф, что дореволюционный спорт существовал только в кругу буржуазии. Это утверждение поддерживалось советской пропагандой, утверждавшей, что массовый спорт возник только в советский период. На деле же становление массового спорта пришлось на рубеж XIX и XX веков. Государство в том числе стремилось поставить спорт себе на службу, в Петербурге при поддержке военного ведомства начали организовываться спортивно-патриотические детские и молодёжные сообщества, скаутские кружки.

## История

### Ранний период
Начальный этап развития физической культуры пришёлся на XVIII—XIX века в среде Русской императорской армии и Российского императорского флота. Появление «спорта» в Санкт-Петерубрге связанно с потешными войсками, созданными ещё Петром I, ими назывались особые формирования войск и сил для обучения и воспитания солдат «армии нового строя». Внутри данных войск начала практиковаться военно-физическая подготовка. Потешные войска создавались при Анне Иоанновне и Елизавете Петровне.

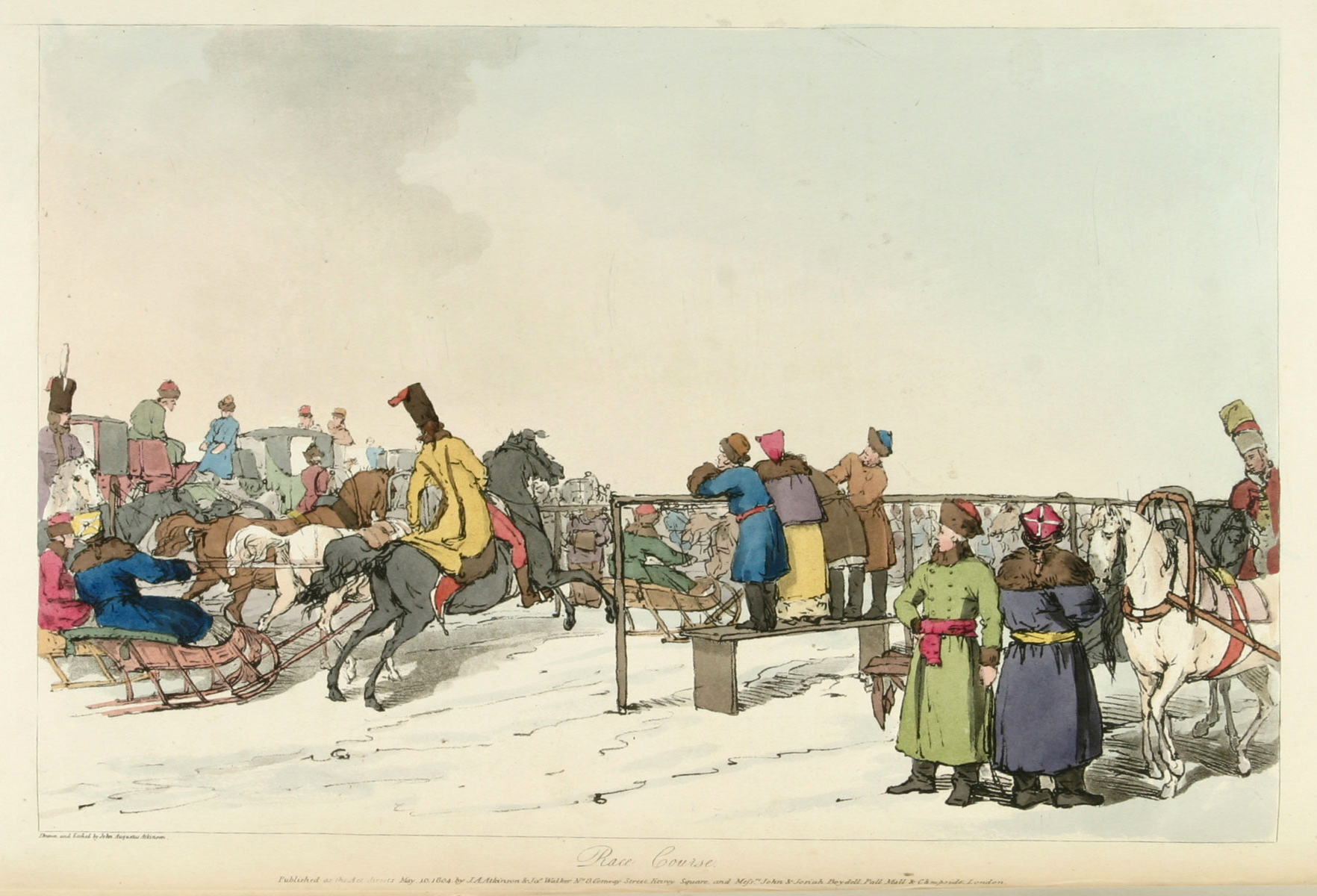
Конные бега на Неве зимой, 1804 год

Само определение «спорт» стало применяться во второй половине XIX века, хотя до этого городские дворяне практиковали разные виды активного отдыха с элементами состязательности и физическую подготовку. Дворяне уделяли особое внимание гребному и парусному спорту. Они учились фехтовать на саблях, эспадронах, рапирах, кинжалах, стрелять из ружей или лука, кататься на лошадях для охоты. В свободное время дворяне могли развлекаться игрой в мяч. Однако это не считалось спортом, а было либо средством развлечения, или же средством воспитания или подготовки к военной службе. Умение стрелять и фехтовать среди дворян было важно во время дуэлей для защиты чести и достоинства.
Игры, которые также можно называть «спортом» практиковались и среди простолюдин, например, кулачные бои, прыжки, городки, бег на перегонки. В основном бои и игрища устраивались во время народных и государственных праздников, особенно часто во время масленицы. В начале XX века к масленице устраивались уже спортивные турниры с участием лошадей. В основном они устраивались на замёрзшей Неве, Марсовом поле, Юсуповом саду, Семёновском ипподроме и Михайловском манеже.
В первой половине XIX века начали организовываться занятия для дворян по гимнастике, плаванию, стрельбе, фехтованию. Такие курсы организовывали иностранные предприниматели. Многие виды спорта, такие как футбол или велосипед, впервые появлялись в Петербурге, как завезённые из Европы виды отдыха.

### Вторая половина XIX века
Фактически возникновение спорта в современном виде началось после отмены крепостного права в 1861 году и развитием капитализма. Если до 1860-х годов занятие спортом рассматривалось, как форма досуга, то на рубеже 1860-х и 1870-х годов спорт начал выполнять другие социально-общественные функции — воспитательные, педагогические и оздоровительные. К концу века были сформированы основы современных направлений спорта. Петербургские спортсмены выходили на мировую арену.

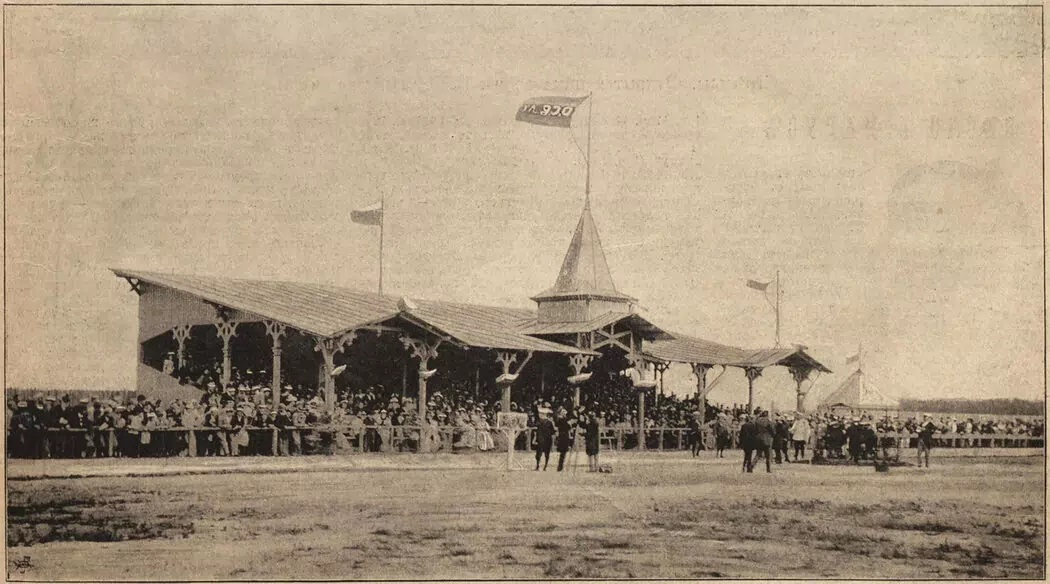
Открытие циклодрома в Стрельне, 1895 год

До конца XIX века спорт оставался преимущественно досугом богатых людей, его практиковали в основном дворяне, богатые горожане, однако среди спортсменов появлялось всё больше представителей городской интеллигенции. В самом конце XIX века в ряды спортсменов вступало всё больше людей из самых разных городских сословий, но чаще всего это были мелкие служащие предприятий и учреждений, было много учащейся молодёжи. В ранний период развития спорта, среди членов кружков было много представителей европейской диаспоры — в основном англичане или шотландцы. Например первый гребной клуб был основан англичанами, а сокольское движение — чехами.

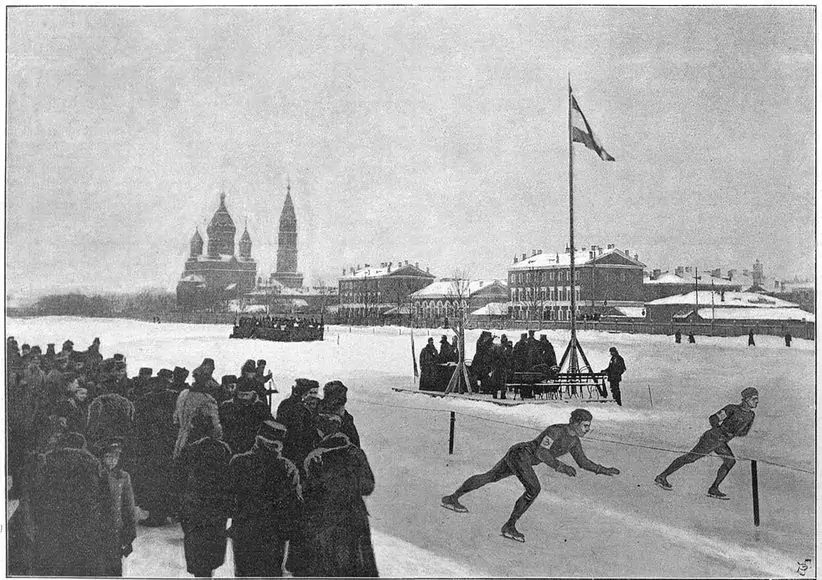
Состязание конькобежцев на Семёновском плацу, 1896 год

В конце XIX века многие спортсмены выступали под псевдонимами, так как для спорта требовалось носить лёгкую, обтягивающую одежду, трусы, нижнее бельё, что считалось неприличным для того времени и спортсмены рисковали столкнуться с неприятностями по службе. В тот период ещё не была распространена специальная одежда для спорта.
Ключевую роль в развитии спорта в Петербурге играли спортивные клубы. Их существование стало возможным в условиях социально-политических и экономических условий, порождённых буржуазным обществом и когда в городе шёл быстрый прирост городского населения. Спортивные клубы открывали в основном представители интеллигенции, либеральной буржуазии и дворянства. Наличие богатых членов было жизненно необходимо для кружков, чтобы вносить членские взносы на их содержание и спортивных площадок при них. В 1898 году в городе существовало уже 17 крупных спортивных организаций. Крупнейшим и известнейшим в Петербурге спортивным клубом был Санкт-Петербургской речной яхт-клуб. Только крупные спортивные кружки с хорошей спортивной базой и богатыми меценатами имели возможность устраивать спортивные соревнования. У государства сохранялось подозрительное отношения к спортивным кружкам. Власти неохотно признавали молодёжные спортивные кружки или союзы, считая их рассадниками антиправительственных идей. Важную роль в формировании и существовании клубов играло меценатство предпринимателей, видевших в финансировании кружков выгодное вложение средств. Предприниматели в том числе могли организовывать спортивные кружки для работников своих предприятий. Предприниматели иностранного происхождения предпочитали финансировать спортивные клубы своих земляков, например английские фабриканты финансировали английские петербуржские футбольные клубы.
Шло развитие профессионального спорта, которое было связанно либо со зрелищным предпринимательством или с промышленным производством. Появлялись первые атлеты и борцы, выступавшие в цирках, наездники, выступавшие на ипподромах, велосипедисты на треках рекламировавшие продукцию фабрикантов и коммерсантов. Российские спортсмены в первых олимпийских играх участия не принимали из-за отсутствия средств, правительственной поддержки и разобщённости имевшихся спортивных организаций. Несмотря на развитие профессионального спорта, до конца XIX века любительский спорт оставался абсолютно преобладающим, спортом в основном занимались люди после окончания работы или учёбы, не получая никаких доходов с этого. Любительский спорт особенно был распространён среди военных.

### Начало XX века

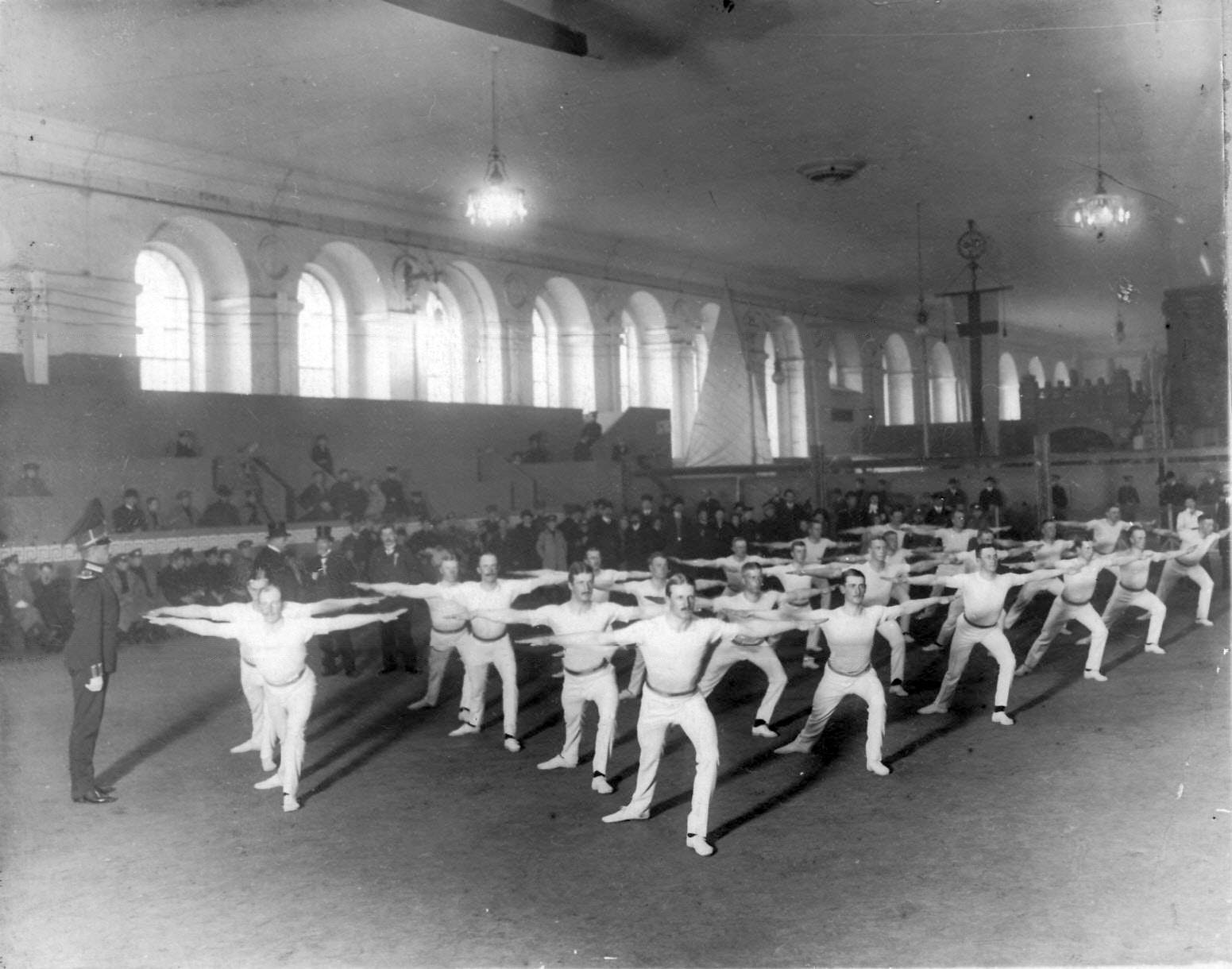
Демонстрация гимнастических упражнений шведскими офицерами-гимнастами на спортивной выставке в Михайловском манеже, 1909 год

Расцвет спортивной культуры пришёлся на начало XX века, тогда спорт постепенно становился из элитного занятия общедоступным. Интерес к спорту возрос в том числе и благодаря приобретению всемирной славы некоторыми российскими атлетами. XX век сопровождался масштабными изменениями в общественно-политичесакой и культурной жизни города под влиянием спорта. Начальный этап пришёлся на дореволюционный период. Первая русская революция привела к демократизации спортивных движений, особенно в школьной и студенческой среде. Развитию спорта среди широких масс, особенно молодёжи способствовало правительство, считая, что занятие спортом успешно отвлекало молодёжь от политической борьбы. Основными членами спортивных клубов стали студенты, рабочая молодёжь, служащие, мелкая буржуазия. Спортом начали заниматься в том числе рабочие, приказчики и крестьяне. Современники однако характеризовали развитие спорта, как неудовлетворительное.

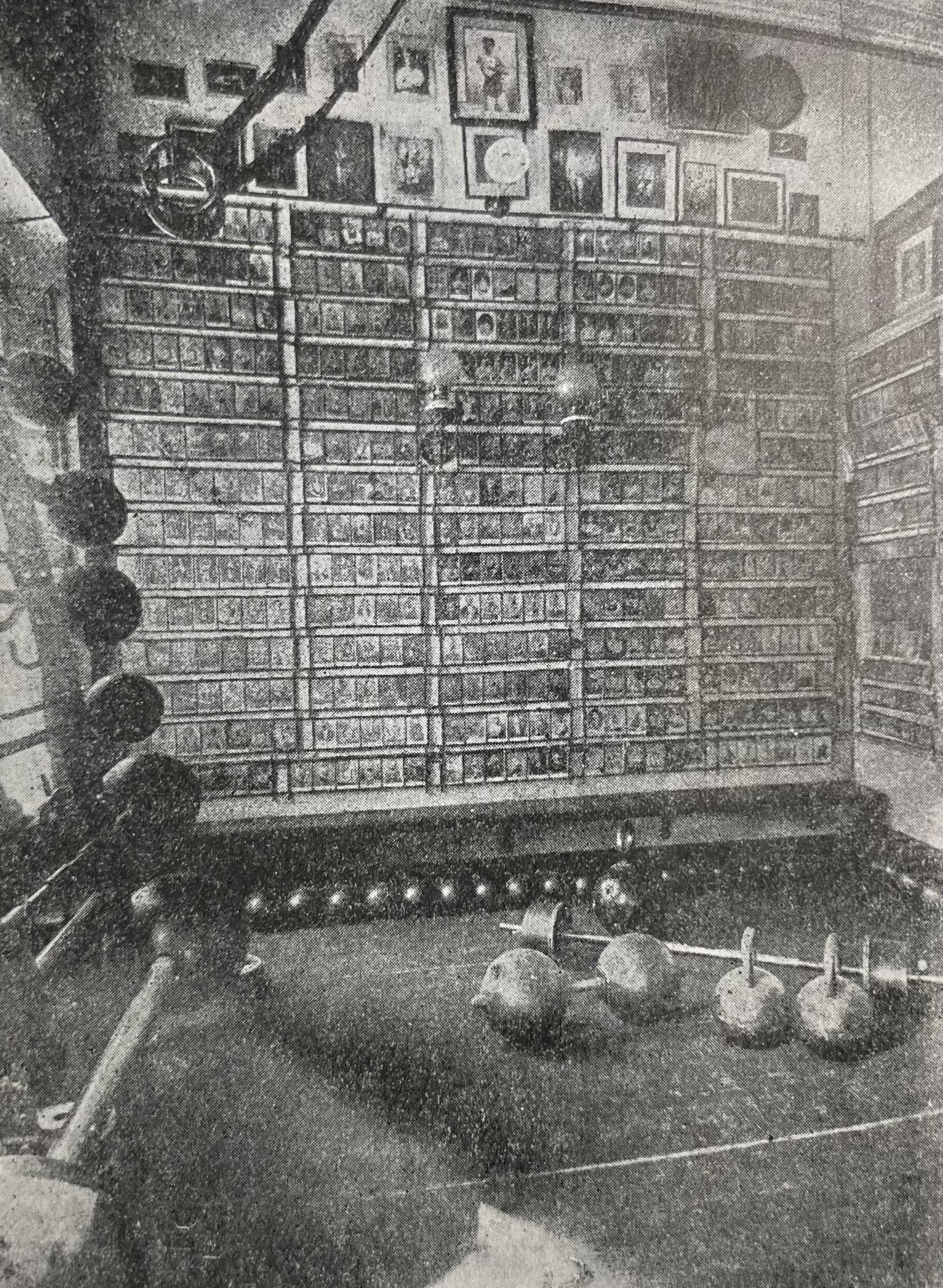
Атлетический кабинет доктора Краевского

Тогда уже проводились многочисленные соревнования и начали разыгрываться первые первенства. Самыми популярными видами спорта стали лёгкая, тяжёлая атлетика, гимнастика, гребной спорт, конькобежный, лыжный спорт. Перед революцией популярность набирали баскетбол, авто-, мото-, авиаспорт, плавание. К началу Первой мировой войны в городе насчитывалось более 1200 спортивных, рыболовных или охотничьих клубов.
В средствах массовой информации пропагандировалась важность внимания к собственному тему, занятия спортом для сохранения физического здоровья. Активно развивалась спортивная печать. После успешного дебюта российских спортсменов на IV олимпиаде в Лондоне, спорт начал рассматриваться, как дело национальной чести.
Сторонники спорта были как правило и сторонниками просвещения. В 1910-е годы выросло поколение молодых дворян и городской интеллигенции, считавших модным вести здоровый образ жизни, то есть периодически заниматься спортом, соблюдать диету и отказываться от любого алкоголя. Они также отказывались от роскоши, кутежей и вели аскетичный образ жизни. Мода на спорт и здоровый образ жизни отражалась и на рекламе 1910-х годов. Отношение к таким людям и в целом повальной моде на спорт было презрительным со стороны старого поколения высших слоёв общества. В начале XX века шло идеологическое столкновение между теми, кто считал спорт баловством и теми, что считал спорт обязательным для физического здоровья.

### 1914—1917 годы
После начала Первой мировой войны спортивная жизни в Петербурге затухла. Были отменены многие состязания. Значительная часть спортсменов отправилась воевать и погибла на фронте. На фоне массовых антинемецких настроений из спортивных клубов массово изгоняли немецких и австрийских поданных. От немецких слов начали избавляться в спортивной терминологии. Футбольная лига запретила немцам и австрийцам участвовать в соревнованиях. Шла милитаризация спорта, возникали военно-спортивные клубы.
После февральской революции спортивные сообщества стали жертвами политической борьбы. Часть сообществ стремились сохранять нейтралитет, выступая за так называемый «чистый спорт». Сокольники и скауты поддерживали временное правительство. В условиях демократизации стремительно начал меняться состав спортивных клубов. Если до этого его основными участниками были представители средних классов и городской интеллигенции, то спортивные клубы начали быстро пополняться представителями низших сословий. Новые члены, не желая терпеть «бывших» в руководстве спортивных клубов устраивали смены руководства. Пришедшие в результате октябрьской революции большевики устроили массовые «чистки» в среде спортивных сообществ, изгоняя оттуда представителей бывшей интеллигенции, считая их рассадником контрреволюционных идей. В этом процессе были ликвидированы многие спортивные сообщества и кружки. Спорт и физическая культура были поставлены на службу нового советского государства.

## Спортивные журналы
До революции в Петрограде выпускалось множество спортивных журналов, но существовали они не долго, от нескольких месяцев до нескольких лет. Обусловлено это было тем, что разные спортивные занятия тогда были модными веяниями, мгновенно становившимися популярными, но так же быстро забываемыми. Например, мода на велосипедную езду носила волнообразный характер, как и, например, скетинг или конькобежный спорт. Уже в начале XX появлялись энтузиасты, занимавшиеся коллекцией и библиографией раннее вышедших спортивных журналов.

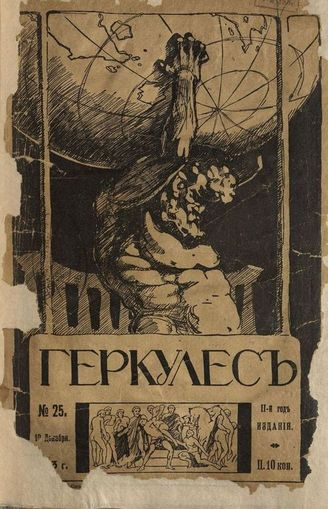
Обложка журнала «Геркулес», посвящённого тяжёлой атлетике

Впервые о спорте начала писать редакция журнала «Северная пчела», первым петербургским спортивным журналом, выходившим несколько лет с 1842 года был «Журнал коннозаводства и охоты». С 1874 года речным яхт-клубом издавался журнал «Яхта: листок для любителей морского дела», посвящённый в основном судоходству, парусному и гребному спорту. В 1880 году начал выходить журнал"Воздухоплаватель", посвящённый аэронавтике.
В 1892 году начал издаваться журнал «Велосипед», посвящённый велосипедному спорту, аналогичный журнал — «Самокат», начал выходить в 1894 году. В 1899 году начал выходить журнал «Русский турист», в то время велосипедный спорт совмещался с туристическими поездками, этому и был посвящён журнал.
В 1900 году начало выходить первое серьёзное издание о спорте — журнал «Спортъ», охватывавший разные спортивные тематики. Его редакция стала организующим центром российского спорта. Журнал помимо новостей и статей о спорте публиковал таблицы технических результатов, правила игры по разным видам спорта, уставы спортивных союзов.
В начале XX века стало выпускаться множество спортивных журналов, среди которых — «Гимнастика» (1904), «Азарт» (1906), «Яхта» (1906), «Спортивная жизнь» (1907). К моменту революции в городе издавались около сотни журналов, посвящённых разным видам спорта, однако спортивная пресса оставалась разобщённой, журналы освещали в основном отдельные виды спорта и быстро закрывались. После 1913 гола спортивная пресса начала переживать упадок. Полностью освещать все спортивные события пыталась редакция «Иллюстрированный журнал атлетики и спорта», позиционировавшая себя, как объединение спортсменов всероссийского спортивного союза, однако для редакции это оказалось непосильно сложной и дорогой задачей и журнал просуществовал не долго.

## Спортивные адреса
Крестовский остров к началу XX века сформировался, как главный спортивный центр города с тех пор, как во второй половине XIX века тут открылись яхт-клубы, тут проводились основные состязания в разных видах спорта. Спортивные площадки или, стадионы, ипподромы, велодромы открывались при спортивных сообществах. Много спортивных площадок было открыто за городом, где игры проводились в дачные сезоны или на Крестовском острове. Например, Кружок любителей спорта организовал на Надеждинской улице футбольное поле, два теннисных корта, беговую дорожку и места для метания. Также спортивные площадки устраивались на площадках кадетских корпусов и военных манежах в зимнее время. Излюбленным местом для значимых спортивных мероприятий стали Михайловский манеж и Марсово поле. В Цирке Чинизелли профессиональные спортсмены устраивали представления.

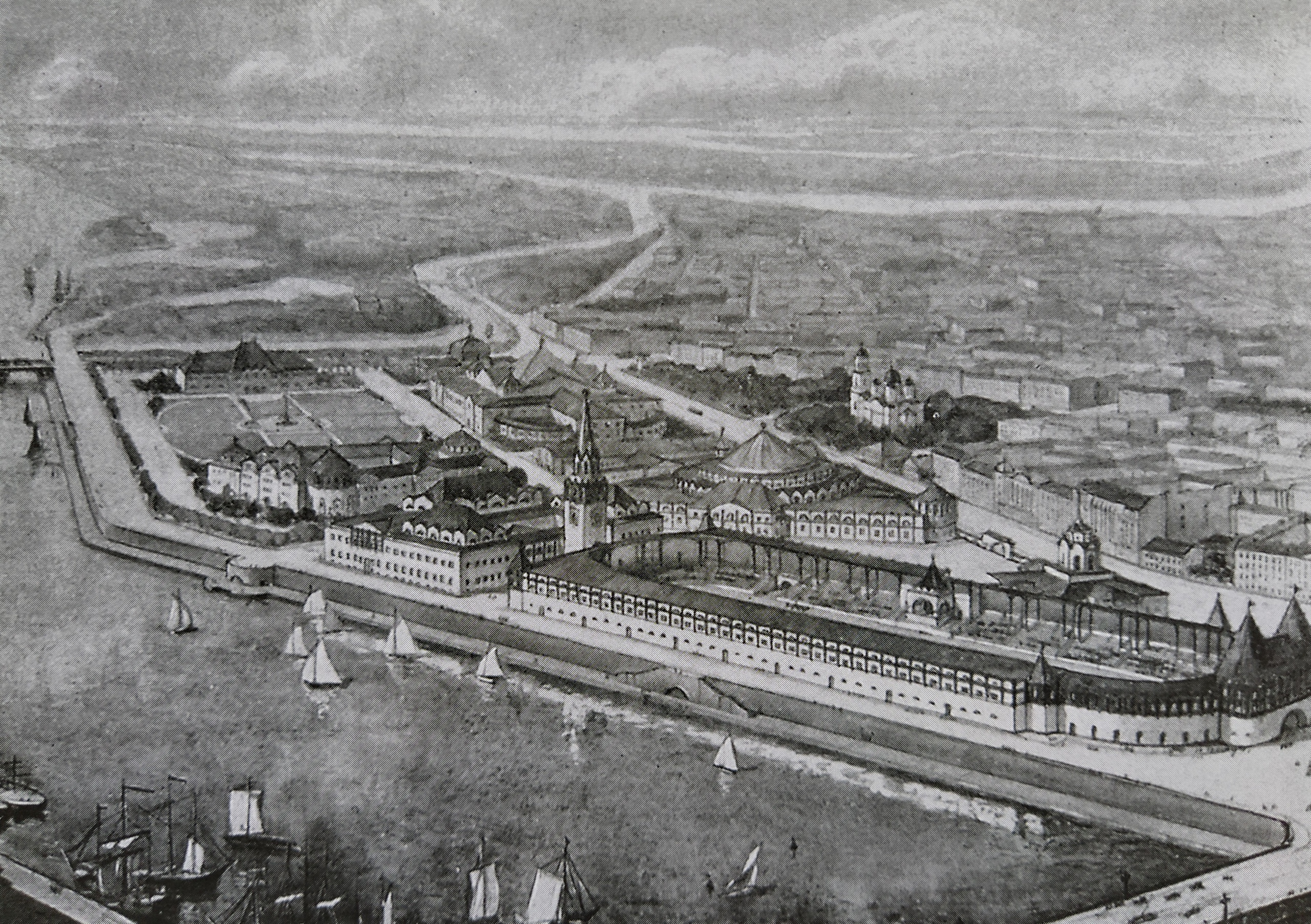
Проект первого спортивного стадиона на Ватном острове, 1914 год

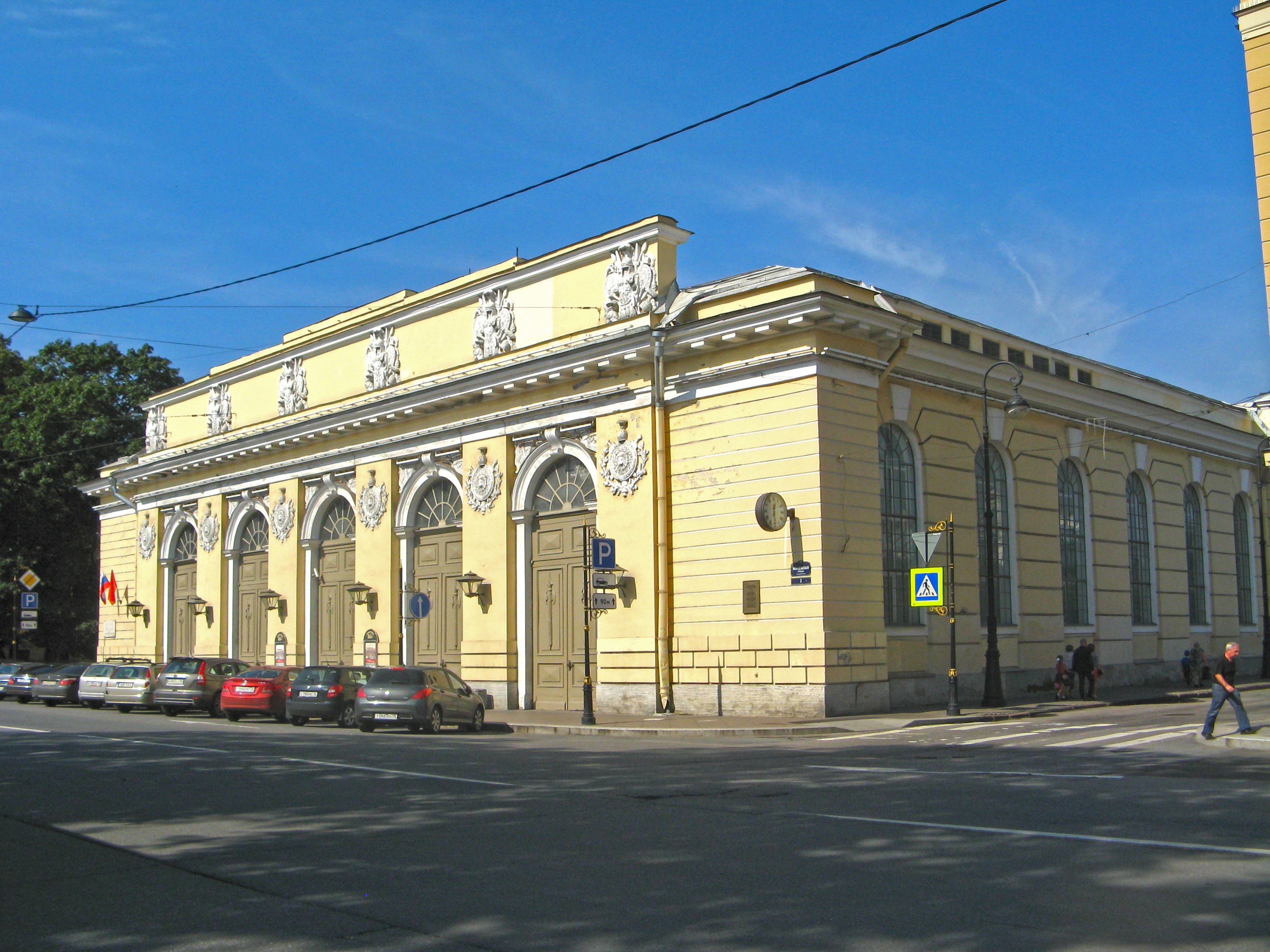
Михайловский манеж был одной из главных спортивных площадок в Санкт-Петербурге

В Петербурге появилось несколько значимых спортивных адресов, например, это был Семёновский ипподром и главное место гонок и представлений верховой езды. Другой значимый спортивный адрес — стадион клуба «Невский» на Малой болотной улице был одним из лучших в Петербурге с единственным в городе с дренажем. Одним из главных центров спортивных гонок стали Каменноостровский, Царскосельский и Стрельнинский циклодромы. В саду «Аквариум» был открыт первый крытый каток, работавший круглый год — «Дворец тёплых льдов». Спортивные мероприятия проводились в скетинг-рингах, например, чемпионаты по теннису в здании Спортинг-паласа.
В 1910-е годы на повестку дня встал вопрос о строительстве первого в городе здания стадиона — дворца физической культуры. Был разработан проект стадиона у Тучкова буяна вместимостью 30 тысяч зрителей. Стадион должен был стать первым в городе дворцом физического развития, который объединял бы все виды спорта. Реализацию проекта остановила Первая мировая война, затем революции и гражданская война. Новое советское руководство от идеи не отказалось и построило Петровский стадион.
В отличие от столиц в Европе, в Петрограде до революции не было крупных и крытых бассейнов, что вызывало массовые недовольства у любителей плавательного спорта. Это также было связанно с чрезвычайной загрязнённостью городского водопровода, вода из которого считалась непригодной и опасной для здоровья. Первый специализированный бассейн начали строить в 1914 году при Первой мужской гимназии. Реализации плана помешала Первая мировая война. В свете революций и гражданских войн здание оставалось законсервированным вплоть до 1927 года.
| |  |  |  |  |
| Каменноостровский велодром, Семёновский ипподром, Дворец тёплых льдов, Футбольное поле клуба «Невский» на Малой Болотной, Каток в Юсуповском саду |  |  |  |  |

## Женский спорт
Исторически спорт и активные виды отдыха считались мужскими и почти не доступными для женщин. В 1860-е годы была проработана особая форма гимнастики для преподавания дворянским девушкам для предоставления «девицам достаточного количества движения».
Переломным стал рубеж XIX и XX веков, когда всё больше женщин начинали заниматься спортом. Споры вокруг права женщин заниматься спортом были крепко связанны с дискуссиями о женских правах и суфражистским движением.

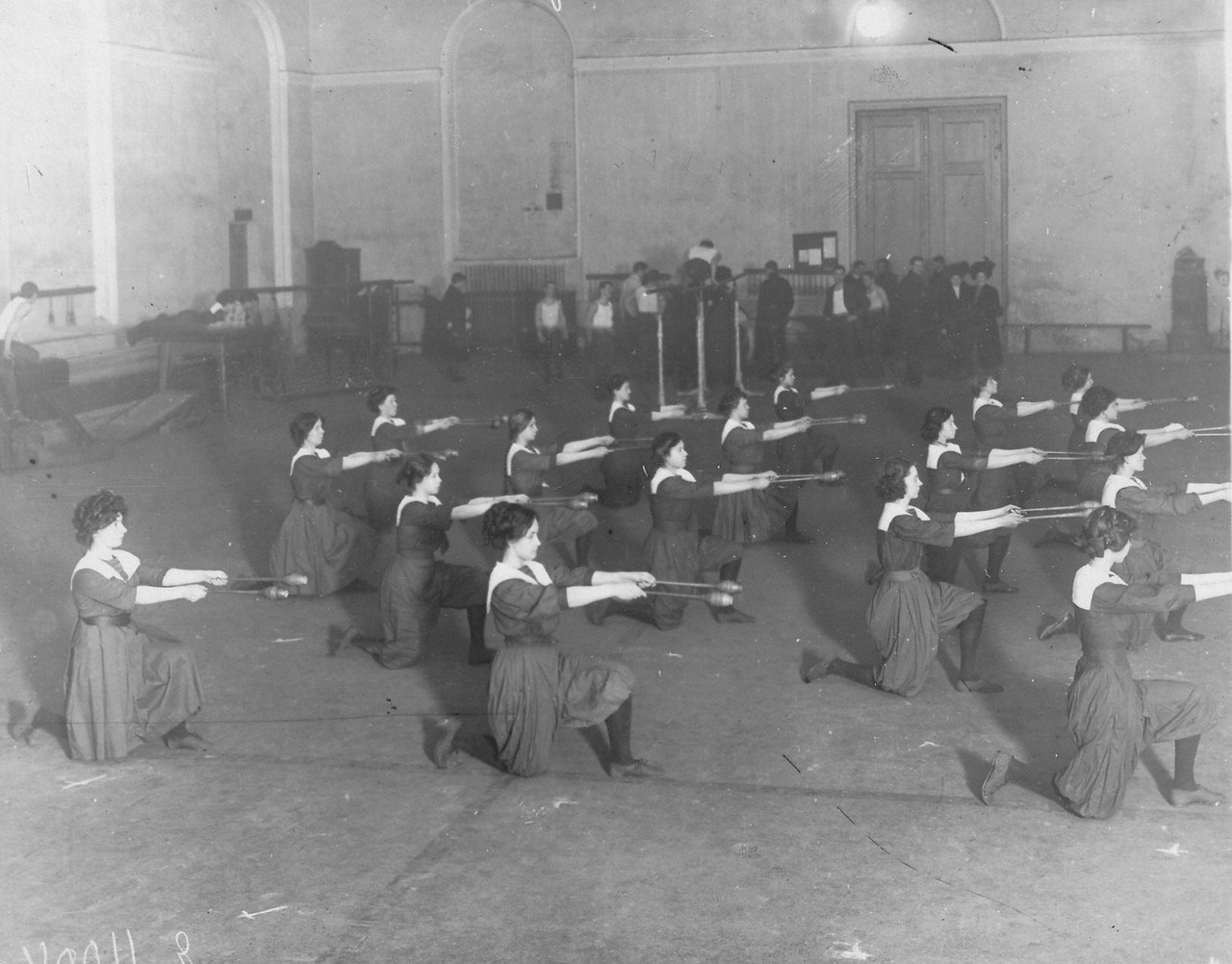
Девушки из Общества телесного воспитания Богатырь выполняют гимнастические упражнения, 1912 год

Среди женщин особенной популярностью пользовался конькобежный спорт, в частности фигурное катание. Известной фигуристкой своего времени стала Ксения Цезар. С 1911 года среди женщин начали устраивать российское первенство по фигурному катанию. Другим популярным у женщин видом спорта был лыжный, хотя женщины не любили принимать участие в соревнованиях на скорость, но обязательно принимали участие в прогулках на дальние расстояния.
Несколько женщин знатного происхождения принимали участие в первых автопробегах. Лидия Зверева в 1911 году стала известна, как первая женщина-авиатор. Вскоре обладательницами авиаторских дипломов стали десятки других женщин. Женщины-авиаторы становились городскими знаменитостями.
Катание на велосипеде было связано с женским суфражистским движением. На велосипедах катались в основном мужчины, женщины не могли пользоваться этим транспортом из-за длинных платьев, для этого им требовалось надевать специальный костюм, где платье заменяли брюки на подобие шаровар. Носить штаны любой формы считалось недопустимым для женщин того времени (если они не перенимали мужское поведение и образ жизни, не принимали т. н. мужской пасс), поэтому женщин часто не допускали к велосипедной езде. Суфражистки боролись за право носить спортивный костюм для езды на велосипедах в городе. Велогонщицы устраивали собственные встречи и гонки. Среди женщин в моду вошла игра в поло на велосипедах, которая устраивалась в Петергофе или на островах.
В конце XIX века среди суфражисток начали проводиться французские бои и силовые упражнения. В Петербурге в 1907 году был организован чемпионат с участием борчих. Он вызвал скандал в обществе, одни выражали восхищение борчихам, другие называли это «актом бескультурья». В результате зрительского интереса, женские чемпионаты было решено продолжить.

## Военный спорт
Развитие военного спорта шло независимо от обывательского в среде военных и учеников военных учреждений. Военным спортом в основном были стрельба, верховая езда, фехтование и гимнастика.
Физическая подготовка военных существовала с момента основания Санкт-Петерубрга в среде потешных войск. Пётр I создал Семёновский и Преображенский полки, где проводились боевые обучения в игровой форме, от чего войска называли «потешными». Во время таких игр войска брали искусственные крепости и преодолевали разные препятствия. Офицеры обучались верховой езде и фехтованию.
Во второй половине 1820-х годов физическая подготовка стала постепенно самостоятельной формой армейских занятий. В среде военных воспитанников начали вводиться гимнастические упражнения, организаторами курсов были иностранцы. Из-за нехватки кадров, курсы по подготовке учительских кадров проводились среди офицеров. В 1840-х годах обязательные гимнастические упражнения по системе де Паули начали внедряться в 6-й пехотный и гвардейский корпуса.
Поражение в Крымской войне показало необходимость усовершенствовать систему военной физической подготовки. К началу 1860-х годов в гвардейских и других полках начали внедрять обязательное образование по фехтованию и штыковому бою. Военная гимнастика заимствовала упражнения из разных гимнастических систем. Под «гимнастикой» понимались влезание на крутые подъёмы с ружьём, прыжки, бег, метание камней в цель, прыжки через деревянную лошадь. После поражения в Русско-Японской войне среди солдат и офицеров начали культивировать сокольскую гимнастику.
В начале XX века на фоне роста популярности спорта, офицеры начали посещать спортивно-гимнастические кружки. Офицеры начали формировать собственные военно-спортивные кружки. В Кронштадте, например, были устроены состязания между двумя ротами водолазов, тренировавшихся по системе шведской и сокольской гимнастик. Выиграла «шведская» команда.

## Спорт и образование
Исторически уроки физического воспитания присутствовали в кадетских корпусах и Морской академии. Эту традицию ввёл Пётр I. Физическое воспитание включало фехтование, стрельбу, верховую езду, парусное дело, греблю, танцы и игры.
При Екатерине II в учебные заведения для детей привилегированных сословий начали внедряться занятия физической культуры. Предпринимались попытки ввести «игры для отдыха» для детей народных школ для заботы о физическом здоровье детей. К началу XIX века гимнастика, как необязательный и платный предмет — преподавался в гимназиях и университетах. В реальности занятия посещали редко, и они часто не проводились. В уездных училищах и приходских школах гимнастики не было. Большое внимание спорту уделялось в лицеях — закрытых дворянских учебных заведениях. В Царскосельском лицее велось преподавание гимнастикой и фехтованием.
В 1870-е годы гимнастика стала внедряться в реальные училища в качестве обязательного предмета. Также обязательное занятие гимнастикой вводилось во всех видах средних школ после вступления в силу закона о всеобщей воинской повинности в 1874 году. План провалился из-за недостатка преподавателей. Если уроки и проводились, то сводились к военной муштре. Всё это было обусловлено отсутствием культуры и знаний физического воспитания у учительского состава. Её постепенное развитие шло в среде педагогического и научного сообщества. Главным популяризатором физического образования был Пётр Лесгафт, в том числе организовавший подготовку учительских кадров по физической подготовке. В 1890-е годы под влиянием трудов Лесгафта обязательные спортивные занятия начали вводиться среди студентов.
В конце XIX века в элитных школах повсеместно вводилась гимнастика. В 1900 году гимнастика стала обязательным предметом в школьном образовании. Однако подобные занятия в школах ограничивались как правило несколькими простыми упражнениями. Многие престижные учебные заведения стремились организовывать для учеников занятия разными видами спорта, например теннисом, хоккеем, греблей, тяжёлой атлетикой. При должной организации спортивных занятий, многие ученики начинали увлекаться спортом и образовывали собственные спортивные кружки. Организовывать детские кружки помогали существовавшие спортивные сообщества. В некоторых школах появились первые футбольные школьные команды. Одной из первых школ, начавших уделять должное внимание спорту стала Ларинская гимназия. Другим прославленным учебным заведением со спортивным уклоном стала Школа Карла Мая, многие её ученики в будущем становились знаменитыми спортсменами.
Несмотря на значительные успехи в продвижении спортивного воспитания, лишь 2000 из 45000 петербургских школьников занимались спортом. Физическое воспитание было организовано прежде всего в школах, где в основном учились дети буржуазии, чиновников и дворян. В училищных домах для бедных детей не было средств на организацию спортивных занятий. Назревала общественная дискуссия о необходимости вводить обязательный предмет по физическому воспитанию во всеобщее образование. Эта дискуссия особенно усилилась после поражения России в Русско-японской войне. Спорт предлагалось сделать частью воспитания молодёжи в духе «верности царю и отечеству».
С 1904 года созданный врачебно-сантарный раздел при министерстве народного просвещения занялся внедрением в образовательные учреждения мероприятий по улучшению физического воспитания школьников. Предлагались идеи устройства «городских спортивных домов» при содействии военного ведомства. Была предложена идея отправлять учеников городских школ в военные манежи — Конногвардейский, Михайловский и другие для спортивных занятий. Тем не менее проект не был осуществлён из-за своей дороговизны.

### Детские и молодёжные движения
Для пропаганды военно-физического воспитания молодёжи из бедных слоёв населения, силами государства в начале XX века начали организовывать детские потешные отряды, которые должны были вести тренировки по сокольской методике. В 1908 году в народных школах ввели обязательное обучение военному строю и гимнастике, чтобы формировать полувоенные мальчишеские отряды. Членов таких формирований называли «потешными». В 1910—1912 годах на Марсовом поле устраивались царские смотры потешных, привезённых из разных российских губерний, в которых принимали участие тысячи детей и подростков. На Марсовом поле устраивали упражнения на турникетах, с лестницами, на велосипедах и проводились упражнения сокольской гимнастики. На это мероприятие съезжались представители высшего света. После этого организовывались церемониальные марши.

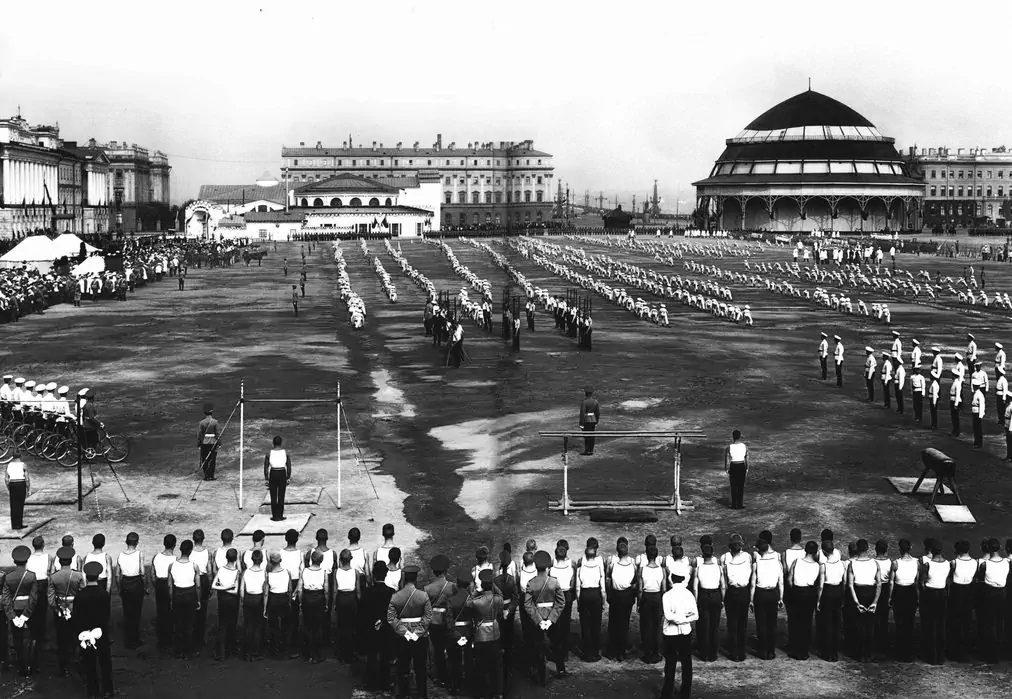
Военно-спортивный праздник на Марсовом поле в честь 100-летия Бородинского сражения, 1912 год

Потешные отряды вызывали спорную реакцию у многих представителей интеллигенции, увидевших в этом милитаризацию образования. Своё недовольство высказывали многие представители власти, видя в военизированных отрядах молодёжи бедного происхождения потенциальную угрозу, в итоге потешное движение прекратило своё существование в 1914 году.

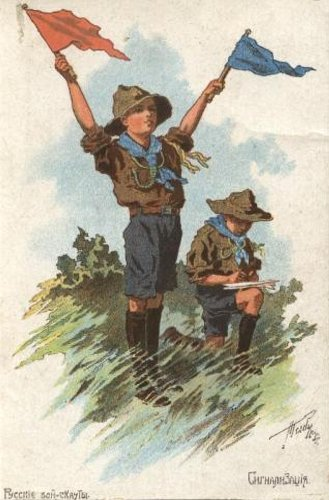
Бойскаут машет сигнальными флажками. 1915 год

С 1909 года в Петербурге при спортивных обществах начали появляться скаутские отряды по образцу английских скаутов. Особое внимание в таких отрядах уделялось занятиям разными видами спорта, походам, военизированным играм и сокольской гимнастике. Скаутов обучали выживать в дикой среде, ловить рыбу и охотиться. Военное ведомство способствовало распространению скаутских организаций, видя в скаутах резерв будущего офицерского состава.
После 1905 года шло активное развитие студенческого спорта после того, как университетам обеспечили большую автономию после введения «фирменных правил». В 1915 году в Петербурге при 10 вузах было создано 12 спортивных кружков. К началу 1910-х годов встал вопрос об организации Петербургской студенческой лиги на фоне быстрого разрастания спортивных движений среди молодёжи. Самым крупным спортивным студенческим кружком стал кружок Политехнического института. В Петербурге образовались студенческие футбольные команды. Первая Петербургская городская лига студентов возникла в 1911 году. В 1913 году она разыграла первенство среди столичных высших заведений.
Спортивным воспитанием детей и молодёжи занимались не только учебные или военные заведения, но и некоторые спортивные сообщества. Специально для этой цели было учреждено общество «Богатырь», где помимо гимнастики со школьниками занимались разнообразными видами спорта. Деятельность организации была настолько успешной, что вскоре её филиалы появились во множестве городов Российской империи. Другим успешным обществом по физическому воспитанию молодёжи и филиалом Христианского общества молодых людей стал «Маяк». Как в американском филиале, здесь применялась американская система спортивного воспитания.
В 1910-е года государство предприняло попытку поставить спорт на службу государству. Так в 1913 году появилась должность «заведывающего физическим развитием и спортом в России», однако государственный спорт не успел развиться к моменту начала революции.

## Гимнастика
До XIX века «гимнастикой» называли все виды физических упражнений. Позже под «гимнастикой» стал пониматься определённый комплекс физических упражнений. Гимнастика была тесно связана со школьным воспитанием дворянских и других привилегированных детей. В Санкт-Петербурге наибольшее распространение получила шведская гимнастическая система, где упражнения велись с помощью стенки, скамьи или бревна. Главную конкуренцию ей с переменным успехом составляла немецкая система. В начале XX века большой популярностью начала пользоваться ритмическая гимнастика и сокольская гимнастика, как способ военно-спортивной подготовки. Часто сокольники были панславистами и националистами, отчего этот вид гимнастики приобретал спорную репутацию.

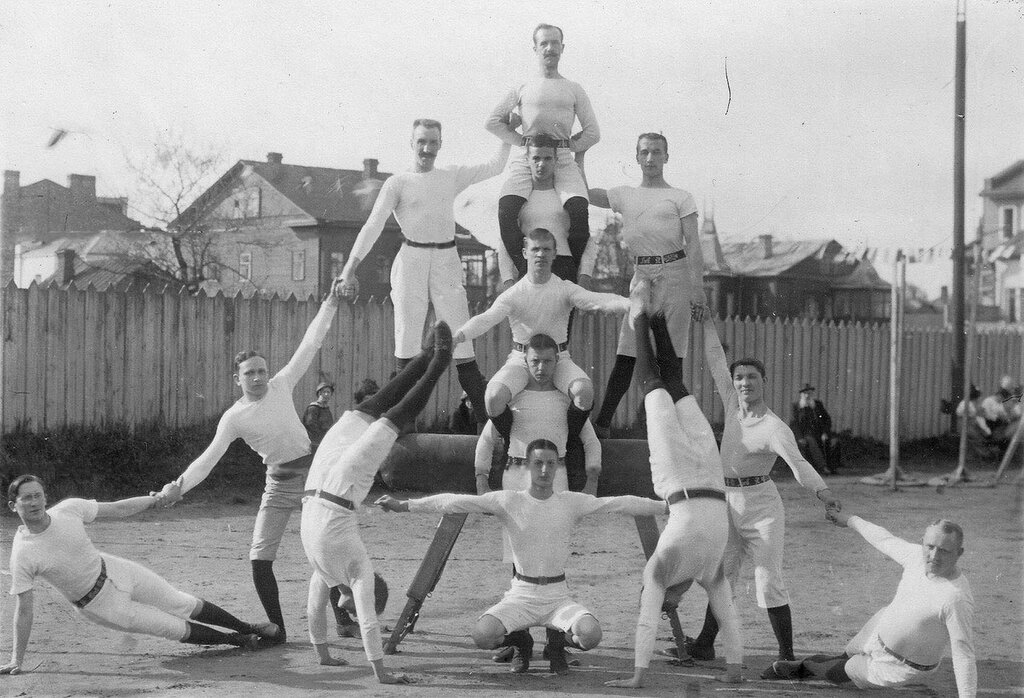
Члены гимнастического общества «Пальма» выполняют пирамиду

Впервые гимнастические упражнения немецкой и шведской систем начали применяться в 1820-х годах в Санкт-Петербурге. Упражнения сделали обязательными в военных училищах, в 1840-х годах гимнастику начали внедрять в армию, в частности среди шестого отделения гвардейского корпуса. В 1842 году появилось первое гимнастическое заведение на Английской набережной, где проводилось лечение с помощью гимнастики. Первый гимнастический и фехтовальный зал был открыт в 1855 году.
В 1860-е годы появились гимнастическое сообщества, первое из которых — «Пальма», открылось в 1863 году и просуществовало вплоть до революции. Там велись уроки гимнастики и фехтования. Его выходцами стало множество известных российских гимнастов. «Пальма» открыла множество филиалов в других городах Российской империи. К началу XX века в городе действовало множество гимнастических заведений, в том числе Санкт-Петербургская школа гимнастики, ставившая перед собой цель подготовить будущих спортсменов. Другое значимое объединение, основанное в 1883 году, — Санкт-Петербургское гимнастическое сообщество, чьи члены устраивали спортивные прогулки и пробеги в городе и за его пределами. Также большой известностью пользовалось основанное в 1904 году «общество телесного воспитания „Богатырь“», где культивировалась сокольская гимнастика. Князь Сергей Михайлович Волконский будучи поклонником ритмической гимнастики устраивал в Петербурге периодические курсы и добился немалых успехов в пропаганде этого вида спорта среди городского населения. С 1914 года ритмическая гимнастика стала обязательным предметом Школы балетного искусства Преображенской.
В начале XX века гимнастические сообщества или так называемые «партерные гимнасты» начали создавать многофигурные композиции несмотря на то, что партерная гимнастика ассоциируется с советскими физкультурными парадами 1930-х годов. Партерные гимнасты до революции развлекали публику, выступали в цирках.

## Лёгкая атлетика
Хотя первое сообщество лёгкой атлетики — «Санкт-Петербургский кружок любителей спорта» — было основано в 1888 году, мероприятия, которые можно было охарактеризовать, как лёгкую атлетику проводились и раньше. Это были как правило шуточные соревнования, устраиваемые на потеху публике, а его участники не были спортсменами. В Новой Деревне каждое лето традиционно устраивались забеги в тулупах, где участники в полном зимнем облачении устраивали гонки. В 1880-е годы петербуржцев впечатляли гастролировавшие знаменитые скороходы из Европы.

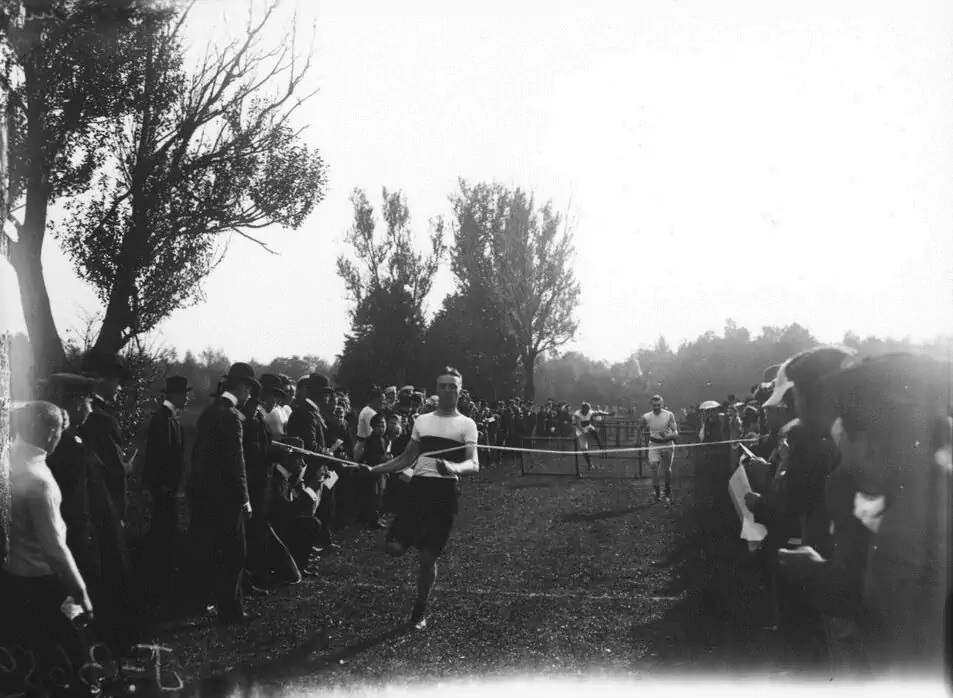
Бег с барьерами на Крестовском острове, 1909 год

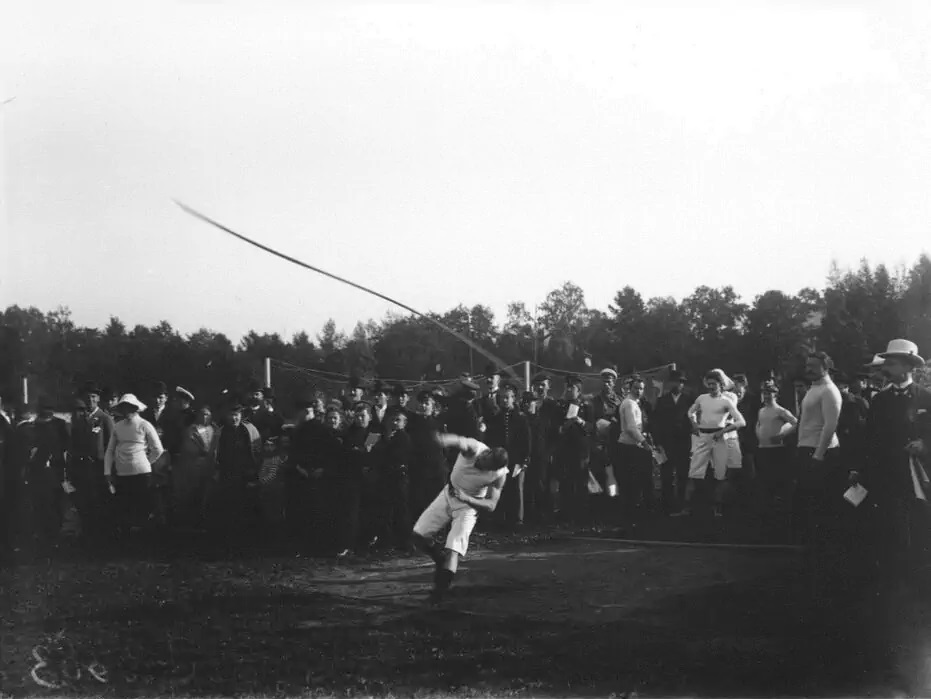
Метание копья на стадионе на Крестовском острове, 1909 год

Лёгкая атлетика начала формироваться, как подражание конским скачкам. Это одно из немногих спортивных направлений, которое развивалось без иностранного влияния. Первым петербургским легкоатлетическим сообществом в 1888 году стал Кружок любителей бега или так называемые терлявские спортсмены, устраивавшие состязания по бегу. Они были молодыми людьми — дачниками, проживающими в Тярлево. В 1890-х годах в городе между терлявцами начали проводить первые соревнования с английскими клубами. В программу помимо бега также входили барьерный бег, прыжки, метание копья или диска. В среде легкоатлетов в том числе начали проводиться первые занятия футболом. Ключевую роль в популяризации лёгкой атлетики сыграл Пётр Москвин, сумевший сплотить вокруг себя любителей этого вида спорта. Другим главным популяризатором лёгкой атлетики был журналист Георгий Дюперрон, в будущем от приложит свою руку с созданию лиг и союзов по футболу, хоккею, гребному и другим видам спорта. Терлявские легкоатлеты имели достаточное влияние, чтобы выработать всеобщие правила для российских легкоатлетов.
В 1895 году свою деятельность начал кружок «Спорт», устраивавший в городе крупные состязания скороходов, популяризировал игру в хоккей, футбол, лаун-теннис, лыжный и конькобежный спорт, а также ввёл в ранг спорта русскую народную игру городки. Членами кружка стали самые знаменитые российские спортсмены. В XX веке кружок начал устраивать ежегодные международные состязания по лёгкой атлетике. В 1908 году клубом на Крестовском острове было устроено первое всероссийское легкоатлетическое первенство.
В 1912 году Между Петербургом и Павловском был организован первый русский марафон дистанцией в 28 вёрст и с участием 35 спортсменов. После этого русский марафон устраивали каждое 14 сентября вплоть до революции. В 1914 году был устроен первый эстафетный бег из Москвы в Санкт-Петербург, который продолжался на протяжении 53 часов и который выиграла московская команда.
Акробатикой в Петербурге исторически занимались цирковые артисты. К концу XIX века начала выделяться спортивная акробатика, появлялись специальные акробатические кружки и устраивались соревнования. Самым знаменитым акробатом и канатоходцем был Фёдор Фёдорович Молодцов.

## Тяжёлая атлетика
В Санкт-Петербурге, практически с момента его основания, и в остальной России среди простонародья большой популярностью пользовались кулачные бои. Как правило это было жестокое зрелище с кровью, вывихами и поломанными костями. Кулачные бои проводились либо с участием двух человек, или с участием толпы — «сцеплялке-свалке», где каждый бился за себя. Отношение к боям у власти было спорное, и власти вели периодическую борьбу с этим явлением. Кулачные бои как правило устраивались на городских окраинах, пустырях, чаще всего в сезон Масленицы. Кулачные бои часто кончались кровопролитием и разгоном с участием солдат. Эта традиция продолжала процветать и на рубеже XIX и XX веков в среде рабочих заводских кварталов.

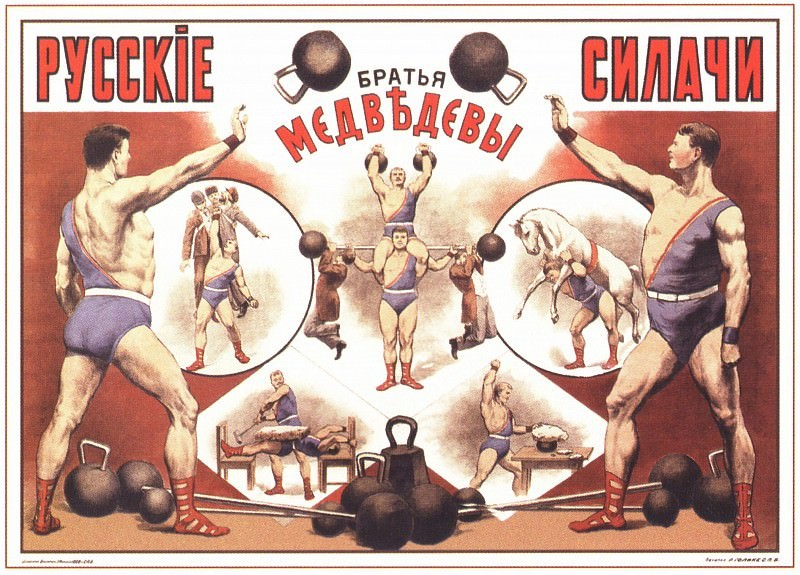
Рекламный плакат «Русские силачи Медведевы», 1899 год

Впервые тяжёлая атлетика начала практиковаться в кружке любителей атлетики, основанном в 1885 году Владиславом Краевским, где впервые ввелись занятия по поднятию гирь. В кружок приглашали вне зависимости от сословного происхождения и его выходцами становились знаменитые тяжелоатлеты, например Владислав Пытлясинский, Георг Гаккеншмидт, Георг Лурих и другие.
В 1896 году в результате внутреннего раскола, часть членов Краевского кружка во главе с Георгием Рибопьером основала собственное атлетическое сообщество, которое специализировалось уже на борьбе. Граф организовал Всероссийские атлетические чемпионаты. Первый такой чемпионат прошёл в 1897 году. В 1898 году тяжелоатлеты дебютировали на международном соревновании. В тот период борьба, бокс и поднятие тяжестей рассматривались, как тяжёлая атлетика. Первые тяжелоатлеты занимались как борьбой, так и гиревым спортом.
Людвиг Чаплинский организовал в 1913 году первый Всероссийский союз тяжёлой атлетики (ВСТА), первые всероссийские олимпиады и тренировал тяжелоатлетов для европейских соревнований. В 1910-е годы в атлетические сообщества принимали людей вне зависимости от их сословного происхождения.

### Французская борьба
В 1894 году власти разрешили устраивать французскую борьбу в цирке Чинизелли, это привлекло в цирк множество посетителей. Участвовавшие там борцы быстро стали местными знаменитостями. Бои стали проводиться в Екатерининском, Измайловском садах, саду «Светлана» на Охте. Несмотря на популяризацию французской борьбы, многие борцы первой волны, выступавшие на ринге были любителями, считалось допустимым в том числе устраивать экзаменационные соревнования любителей с профессионалами. В Петербурге свой восход начали многие будущие знаменитости мирового уровня разного национального и сословного происхождения — Пытлясинский, Гаккеншмидт, Поддубный, Янковский, Шемякин, Зайкин, Лурих, Аберг, Вахтуров, Буль, Кащеев и другие. Многие из бойцов были выходцами из Эстляндии. Многим борцам в своём восходе помогал знаменитый боец и арбитр Лебедев иди «Дядя Ваня».

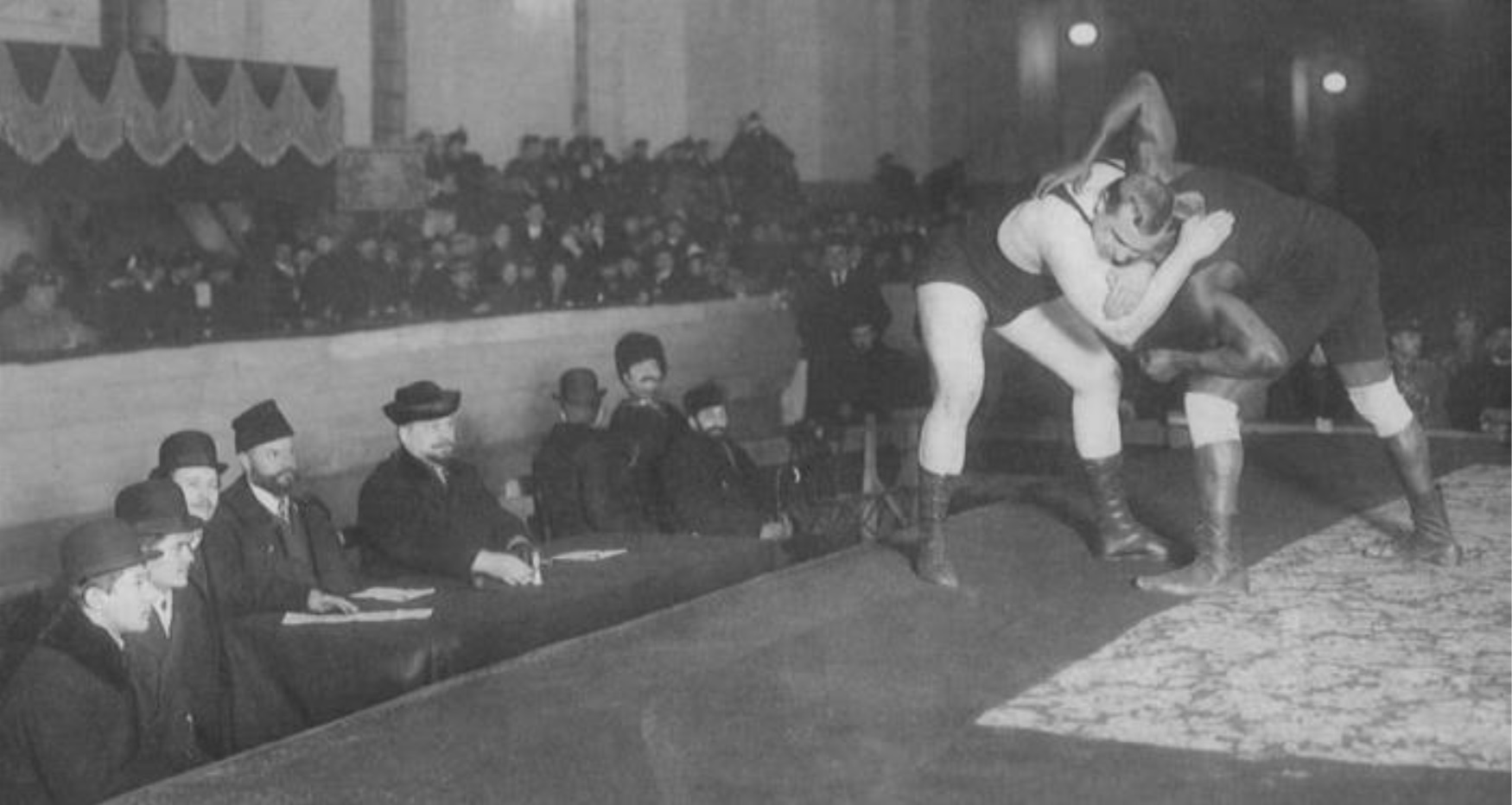
Публичное выступление борцов в петербургском Михайловском манеже, 1910-е года

Городская публика любила наблюдать за борцами-тяжелоатлетами, становившимися местными кумирами. В начале XX века французские бои были настолько популярны среди публики, что выступали неизменным атрибутом городской жизни. Бои любили смотреть представители всех сословий, от простолюдин и военных до дворян, финансистов или деятелей искусств. Тяжёлой атлетике был посвящён выходивший в городе журнал «Геркулес». Французская борьба была настолько популярной, что ни один увеселительный сад не обходился без неё.

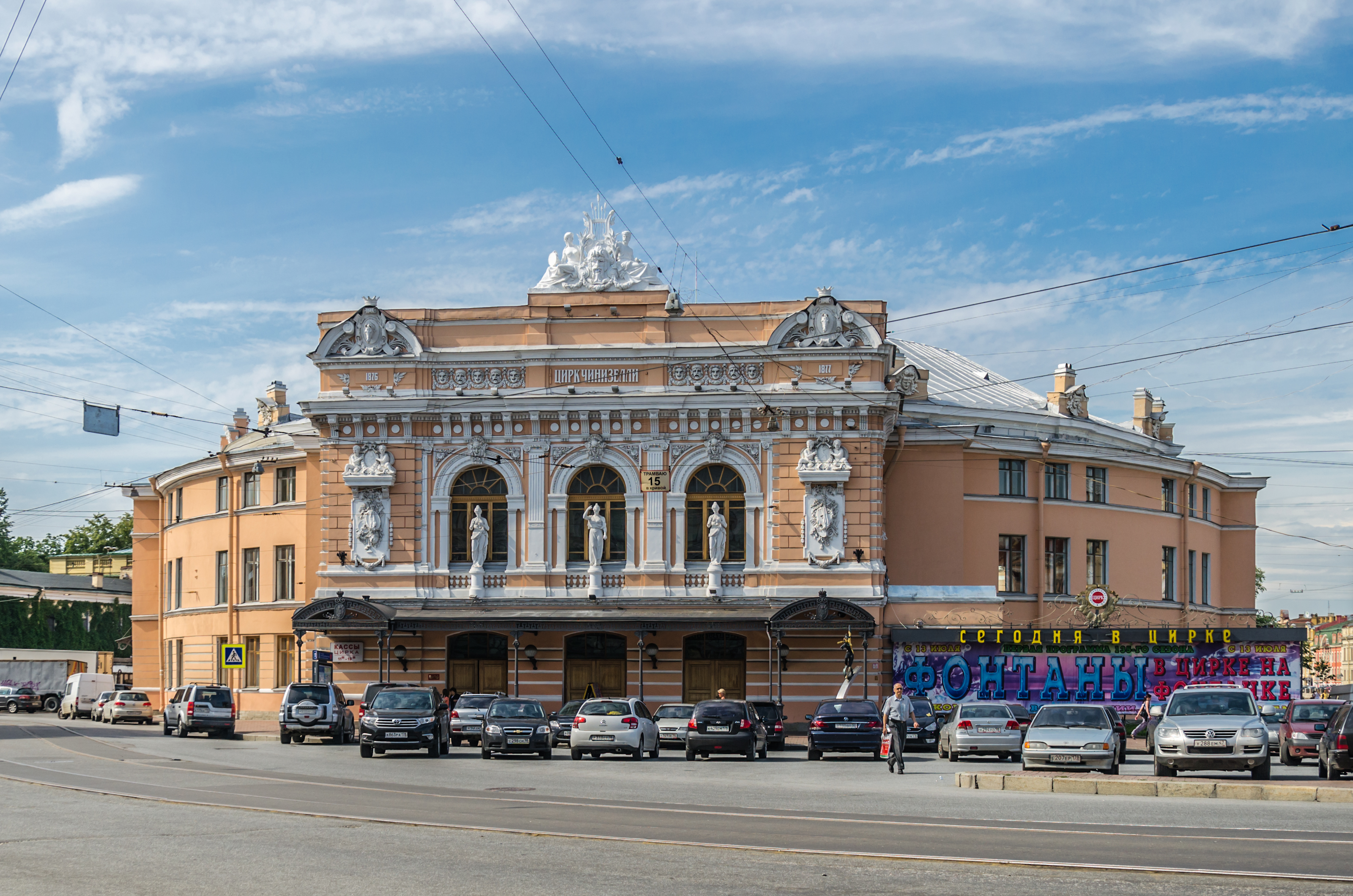
Цирк Чинизелли — основное место выступления борцов

Профессия борца была почётной и хорошо оплачиваемой. В 1907 году в Петербурге жило по крайне мере 80 профессиональных борцов, зарабатывавших исключительно на борьбе. Известность борца была связанна с его амплуа. Борцы устраивали периодические встречи в одном из ресторанов на Офицерской улице, где вели оценки и споры относительно физических способностей друг друга. В городских чемпионатах петербургские атлеты соревновались со всемирными знаменитостями из Европы, Северной Америки, Турции и Японии.
Для современников начала XX века такие борцы, как например Аберг или Лурих были более знаменитыми личностями, чем например поэты Пушкин или Толстой. На популярности борцов спекулировала жёлтая пресса, рассказывая порой неподтверждённые сплетни и слухи о личной жизни борцов и скандалы, в которые они ввязались. Популярность борцов способствовала возникновению культа мужского тела в Петербурге. Среди петербургских мужчин стало модно иметь накачанное тело с раздутым животом (палумбоизм). За пределами Петербурга подобную моду считали странной и смешной. В городе начали проводиться конкурсы мужской красоты.

Цирк Чинизелли уже традиционно оставался основным местом для проведения боёв, но состязания проходили и в других помещениях, например скетинг-ринге на Невском Проспекте Михайловском манеже, цирке «Модерн» и саду «Фарс». Во время чемпионатов, помещения полностью заполнялись публикой. 
| |  |  |  |  |
| Знаменитые борцы Петерубрга: Владислав Пытлясинский,Георг Гаккеншмидт, Александр Аберг, Георг Лурих, Клементий Буль |  |  |  |  |

.

### Бокс
В отличие от французских боёв, бокс в Петербурге не пользовался большой популярностью и не был знаком широкой публике. Первые занятия боксом организовал ещё в конце XIX века Краевский. Первый публичный матч по боксу состоялся в марте 1898 года в Михайловском манеже.
Распространению бокса мешала его явная ассоциация с кулачными боями, пользовавшимися спорной репутацией жестокой народной забавы. В глазах современников бокс представлял собой тот же кулачный бой, но со специальной экипировкой и участием представителей интеллигенции. Его называли «спортивным мордобойством», считали, что популяризация бокса приведёт к росту хулиганства. Активной пропагандой бокса занимался француз Эрнест Лусталло.
Бокс начал распространяться в 1900-е годы на фоне популяризации атлетических сообществ, которые вводили занятия по боксу. В 1901 году он был включён в программу III тяжелоатлетического первенства России. Многие боксёры не знали правила боя и фактически использовали приёмы кулачных боёв. Власти оказывали давление на боксёров, не допускали их до соревнований или срывали запланированные поединки. Несмотря на это, в Петербурге в 1913 году было разыграно первое личное первенство по боксу и в 1914 году — первый чемпионат России по боксу.

## Водный спорт

### Плавание
Впервые уроки по плаванию в Петербурге, в качестве обязательной подготовки для офицеров армии и флота ввёл Пётр I. Русский царь своё решение объяснял так: «…всем новым солдатам без изъятия должно учиться плавать, не всегда есть мосты». Споры о полезности плавания велись в кругу интеллигенции в конце XVIII века. Известно, что Суворов обучал своих солдат вброд и вплавь переправляться через реки, рукопашному бою, бегу. Были распространены организованные обучения по плаванию среди военных и специалистов, работавших по вольному найму.

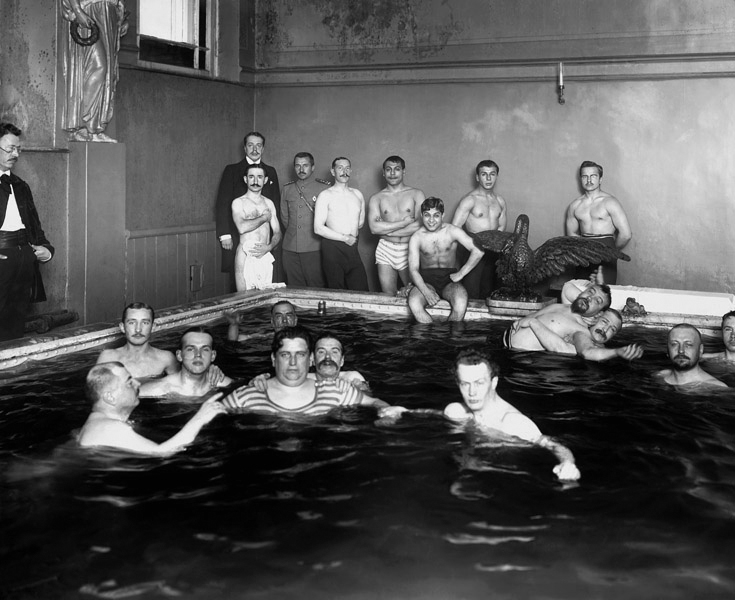
В бассейне школы плавания. В центре бассейна в окружении учеников — Леонид Романченко, у края бассейна (поднятый над водой) — писатель Александр Куприн, 1913 год

Первая плавательная школа Густава Паули в Санкт-Петербурге была открыта в 1833 году на Неве, она была устроена на деревянных плотах напротив Летнего сада. Школа стала настолько успешной, что уже в 1834 году на Большой и Малой Неве было открыто 36 купален. Первое задокументированное плавательное соревнование произошло в 1894 году на реке Славянке.

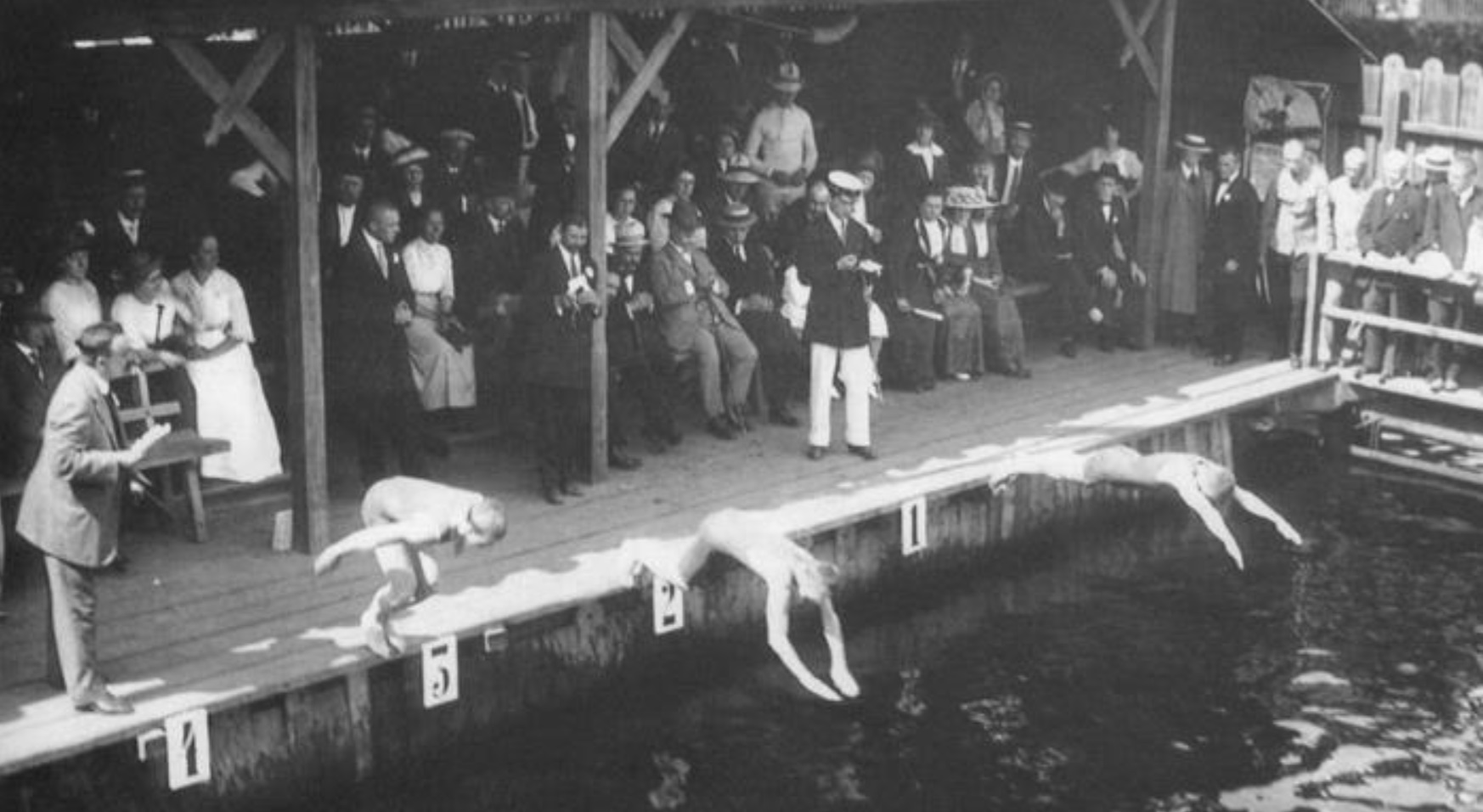
Старт заплыва в Шуваловской школе плавания, 1913 год

В начале XX века в Петербурге открывались школы плавания, также плаванием занимались в многочисленных спортивных кружках и объединениях. Спортивные плавательные состязания устраивали члены Шуваловского яхт-клуба, но широкой публике не были известны вплоть до конца 1900-х годов. Центром спортивного плавания стала Шуваловская школа плавания Императорского Российского Общества спасения на водах Суздальского озера в 1907 году. Школа оказала ключевое влияние на формирование и популяризацию плавательного спорта в России. По её примеру создавались плавательные школы в других городах.
К моменту начала Первой мировой войны в Российской империи насчитывалось полторы тысячи профессиональных пловцов, петербургские, а точнее шуваловские пловцы удерживали пальму первенства. В 1915 году была открыта школа плавания морского ведомства в Ораниенбауме. В Петербурге известностью пользовалась школа плавания Леонида Романченко, построившего для этой цели крытый бассейн, который также можно было посещать для отдыха. Курсы по плаванию также устраивались с 1913 года обществом «Богатырь» в Егоровских банях. Общество также организовало первые большие состязания в закрытом бассейне.
Вместе с распространением водного спорта и традиции отдыхать на пляжах и купаться, заметно выросло количество утопленников, Петербург в этой статистике занимал первое место в России. В городе было установлено 210 спасательных постов. В 1912 году в городе без учёта закрытых частных берегов были только две оборудованные общественные купальни — возле университета и у Литейного моста. Со второй половины XIX века среди отдыхающих, любивших купаться на берегу постепенно появлялось больше женщин на фоне женской эмансипации. Первые купальники были громоздкими, но приобретали удобный и более привычный вид в начале XX века. Купаться на открытом месте было запрещено. Для этой цели на берегу оборудовали закрытые купальни на Неве и Невках — большие плоты, посередине которых располагался спуск в воду и решётчатый ящик под водой, образовывавший своего рода бассейн. Многие люди нарушали эти запреты, и могли купаться нагишом в открытых водоёмах. Голая купающаяся женщина стала популярным мотивом эротической фотографии.
В Петербурге с момента его основания сохранялась традиция заходить зимой в ледяную воду после мытья в бане. В конце XIX века существовали общества любителей зимнего плавания, среди которых были как мужчины, так и женщины.

### Парусный спорт
Основателем парусного спорта в Санкт-Петербурга можно считать Петра I. Он передал светским и духовных лицам 141 судно, наказав новым владельцам содержать судна и в назначенные дни выходить на Неву для упражнений под парусами и на вёслах, а также обучать собственных детей, родственников и служителей. Обладатели судов обязывались тренироваться раз в неделю. Эта традиция исчезла вскоре после смерти Петра. Ежегодно с 1742 по 1752 года на Неве устраивались ежегодные соревнования профессиональных перевозчиков.

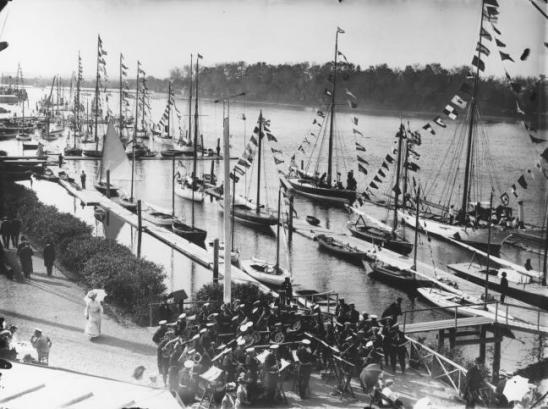
Императорский яхт-клуб, 1903 год

В 1846 году был основан самый первый Санкт-Петербургский Императорский яхт-клуб, чьими членами могли быть только дворяне. Уже в следующем году были устроены первые гонки на яхтах. Императорский клуб не был настоящей спортивной организацией, а скорее привилегированным клубом аристократии и местом встреч. Его члены демонстрировали свои роскошные яхты — Царевна, Тамара, Зарница и другие. Другой похожий клуб — Императорский морской Невский яхт-клуб, был создан князем Александром Михайловичем в 1892 году и чьими членами были великие князья.

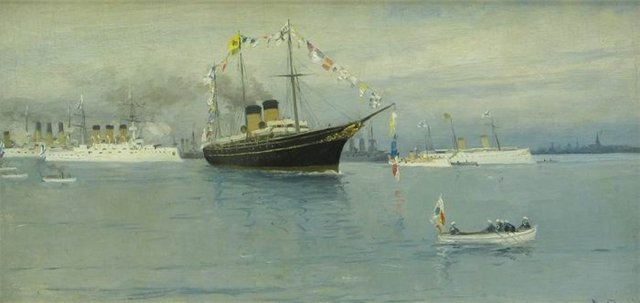
Парад яхт, Иван Владимиров, 1902 год

Первым настоящим спортивным яхт-клубом стал основанный 1860 году Санкт-Петербургский Речной яхт-клуб, который принимал в свои ряды любителей парусного спорта вне зависимости от происхождения. В начале XX века этот клуб стал самой мощной и престижной организацией петербургского водного спорта с 550 членами и 250 судами. Клуб устраивал множество буерных, гребных и парусных гонок, а также соревнования с финскими клубами, а также организовал мореходные классы для образования штурманов и шкиперов.
Другой известный столичный яхт-клуб — основанный в 1887 году Петербургский парусный клуб и к 1912 году насчитывал 160 членов. Его члены славились лучшими яхтами для гонок. В начале XX века в Петербурге насчитывалось более 50 яхт-клубов. Ежегодно проводились парусные регаты, вырабатывались общие правила в соревнованиях между клубами. Эти мероприятия становились крупнейшими спортивными событиями в регионе Балтийского моря. Члены яхт-клубов могли устраивать торжественные праздники в акватории невской губы в честь важных событий. Начало Первой мировой войны сильно ударило по петербургскому парусному спорту, многие его члены ушли на войну.
Парусный спорт ассоциировался с развлечением для богатых. Это подкреплялось тем, что в начале XX века в Петербург на собственных яхтах часто прибывали английские и американские миллиардеры.
Большой известностью среди профессиональных спортсменов парусного и водного спорта пользовался Шуваловский яхт-клуб, на Шуваловском озере. Эта местность стала центром водного спорта в Петербурге и России. Там же устраивались периодические гонки, и шуваловские яхт-клубисты участвовали в международных соревнованиях. Шуваловский клуб прославился организацией дачных развлечений и праздников. Тяга к дорогим мероприятия стала причиной постепенного упадка клуба.
Увлечение парусным спортом становилось частой причиной смертей и несчастных случаев в результате кораблекрушений.

### Гребной спорт

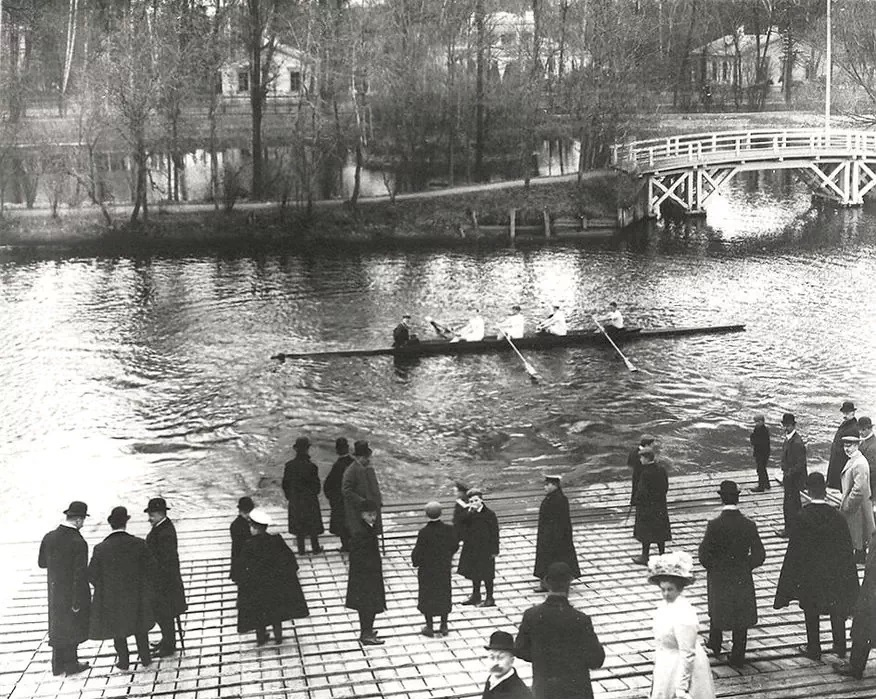
Английское гребное общество «Стрела» на реке Крестовка, 1907 год

Ещё в 1718 году Пётр I поручил будущим морским офицерам заниматься греблей. О ней забыли вплоть до середины XIX века. Период развития гребного спорта связывают со второй половиной XIX века. В 1858 году на Чёрной речке был создан кружок любителей гребного спорта — «Моряк на все руки». В 1860 году члены клуба организовали первые гонки для мужчин — спортсменов. Этот год считается датой возникновения академической гребли в России. В 1866 году к гонкам допустили женщин, а в 1870 году — юношей.
Развитие гребного спорта связанно с английским гребным обществом «Стрела», основанным в 1864 году. Этот вид досуга пользовался большой популярностью у англичан и играл важную роль а английской диаспоре Петербурга, его члены почти всегда выходили победителями на гонках. Гребной спорт практиковался также в яхт-клубах. К концу XIX века самыми сильными командами были представители Санкт-Петербургского Речного яхт-клуба, гребного клуба «Стрела», Санкт-Петербургского гребного общества и шуваловского гребного кружка «Фортуна». Серьёзную конкуренцию составляли гребцы из Москвы. В 1888 году в результате разногласий часть членов речного яхт-клуба покинула организацию и основала собственный гребной клуб. С 1892 года начали устраиваться чемпионаты по академической гребле. Некоторые выходцы из петербургских гребных клубов, например Михаил Кузик — становились чемпионами по гребле в Европейских соревнованиях. В 1889 году речным яхт-клубом было организовано международное соревнование, на которое пригласили сильнейших зарубежных гребцов. В начале XX века гребной спорт вышел из моды и переживал упадок.
Члены гребных клубов устраивали дальние походы на байдарках, например из финского залива в Куокаллу. Самым длинным походом стал переход на байдарке из Петербурга в Киев по внутренним рекам Российской империи

### Буерный спорт

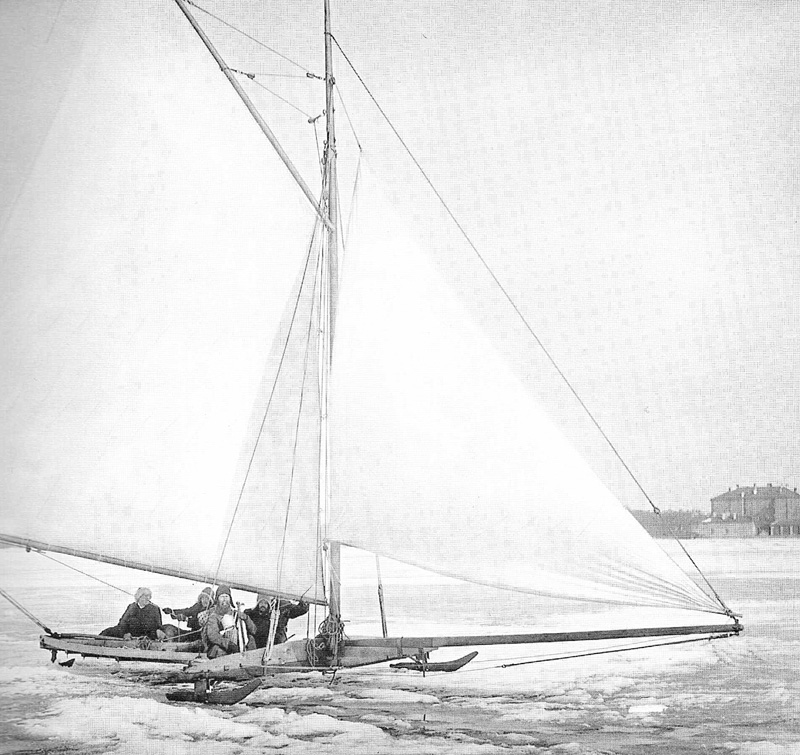
Буер «Метель», 1875 год

Буера могли использоваться ещё с XVIII века рыбаками для промысловых целей. Первый буер построили на Адмиралтейской верфи ещё в 1819 году. К концу XIX века в верфи и Кронштадте было налажено их массовое строительство.
В первой половине XIX века буера выступали популярным городским развлечением. В конце XIX века он уже стал популярным видом спорта. Им занимались прежде всего члены Санкт-Петербургского Речного яхт-клуба, также Гаванское парусное общество, Императорский яхт-клуб и другие. В 1913 году на лёд финского залива периодически выходило более 100 буеров разных яхт-клубов. В этом году был основан первый буерный клуб, специализировавшийся прежде всего в этом виде спорта.
Буерным спортом занимались в основном поклонники парусного и гребного спорта в зимнее время, когда воды Петербурга замерзали, которые не хотели оставлять зимой свои занятия.
В 1882 году речным яхт-клубом была устроена первая буерная гонка, с 1890 году уже проводились регулярные гонки. В Петербурге строили крупные буера длинной до 15,5 метров и способных развивать скорость до 145 километров в час в ветреную погоду. В 1910-е годы испытания проходили так называемые аэробуеры, к которым приделывали мотор. Буерный спорт был крайне опасным и рискованным, буера могли проваливаться под воду, часто буера попадали в аварии, фатальными могли становиться недостатки в конструкции.
Эскадры буеров выходили по праздничным и выходным дням с Крестовского острова на Финский залив и до Лисьего Носа или Сестрорецка. Мчащиеся буера со скоростью курьерских поездов привлекали внимание публики и журналистов, их сравнивали с огромными птицами. Катания на буерах организовывались из Петербурга к Кронштадту. Буеристы также устраивали дальние походы, например из Петербурга в Выборг.

## Зимний спорт

### Конькобежный спорт
Без преувеличения можно сказать, что в ту пору не было, кажется, ни одного замерзшего пруда или лужи, которые не были бы заняты катками
— Репортёр Петербургского листка, конец XIX века
Регулярные катания на лыжах, как развлечение — возникло в конце 1850-х годах после открытия катка в Юсуповскомом саду на Садовой улице, ставшего центром развития зимних видов спорта. Катание на коньках быстро вошло в моду среди высших слоёв общества и золотой молодёжи, став частью повседневной аристократической жизни. Каток на Таврическом саду стал неформальным местом знакомства молодых великих князей, попасть туда можно было только по приглашению. Среди золотой молодёжи на таврическом катке стало принято знакомиться и флиртовать, то этого такое было возможно на светских балах. Из-за нараставших террористических угроз посещать таврический каток постепенно перестали, царский каток перенесли в сад Аничкого дворца.

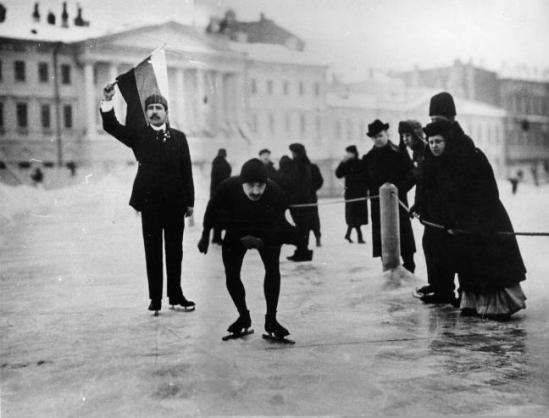
Конькобежное состязание на Марсовом поле, 1914 год

Многие горожане устраивали долгие прогулки на коньках вокруг Петербургского и Васильевского островов, некоторые отправлялись на коньках до Кронштадта. Катание на льду было небезопасным, после нескольких резонансных несчастных случаев провала под лёд, заговорили всерьёз о безопасности. Некоторые катки стали устраивать на днищах деревянных барок, многие пугливые горожане предпочитали кататься только на подобных катках. У разных катков была своя публика. На Фонтанке, Мойке и Екатерининском канале развлекались в основном школьники и студенты. Бесплатный каток напротив Михайловского артиллерийского училища устраивали для детей бедных горожан. Один из самых популярных катков в начале XX века располагался на Марсовом поле.

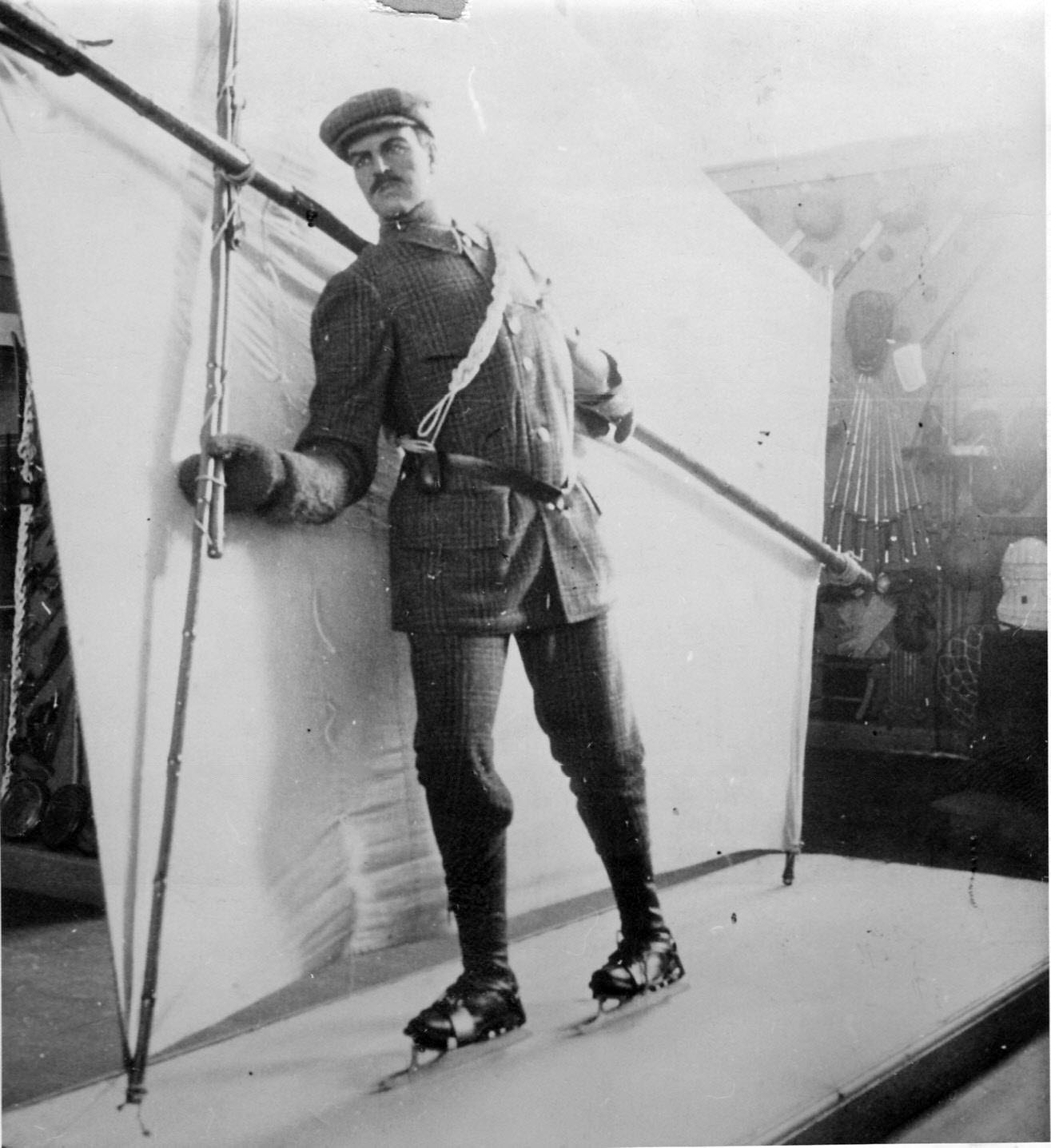
Модель спортсмена, занимающегося парусным конькобежным спортом на спортивной выставке Михайловского манежа, 1909 год

В 1860-е годы начали появляться катки на замёрзшей Неве, но предназначавшиеся для избранной публики. Английский каток стал любимым местом встреч аристократии, на катке начали устраиваться роскошные балы. Катки стали массовым явлением на рубеже XIX и XX веков. Многие крупные и известные катки устраивали грандиозные иллюминации, инсталляции, устраивали праздники, становясь центром притяжения публики во время праздников. В 1911 году в «Аквариуме» открылся первый крытый каток, работавший круглый год — «Дворец тёплых льдов», мгновенно привлёкший состоятельную публику.
Большую популярность катание на коньках завоевало в конце XIX века. Ещё в 1864 году в Петербурге образовался Всероссийский клуб для конькобежцев, который начал организовывать турниры и в конце XIX века напишет первые правила игры. Началом конькобежного спорта принято считать 1877 год, когда юсуповский каток перешёл в введение Санкт-Петербургского Речному яхт-клуба и чьи члены сформировали кружок любителей конькобежного спорта, его председателем стал Вячеслав Срезневский. Юсуповский каток стал центром конькобежного спорта. Здесь устраивались отечественные и международные соревнования, устанавливались всероссийские и мировые рекорды среди конькобежцев. Другим центром конькобежного спорта стал каток на Марсовом поле, ставший своего рода учебным центром для начинающих конькобежцев, а также для фигуристов. Известностью также пользовался симеоновский каток, где обучали детей конькобежному спорту. На нём позже начали тренироваться лучшие скороходы из Русского национального общества. В 1896 году в Петербурге был проведён чемпионат мира по фигурному катанию. В 1897 году было проведено первое всероссийское регулярное первенство по фигурному катанию. В 1903 году в честь 200-летия Петербурга на Марсовом поле были устроены международные конькобежные состязания. Самым знаменитым конькобежцем и золотым призёром олимпийских игр стал Николай Панин-Коломенкин.
Среди конькобежцев выделялись две основные группы — скороходы и фигуристы — те, кто занимался фигурным катанием. На юсуповском катке начала формироваться первая академия фигуристов. Фигурное катание стало основным направлением занятий. Им в основном занимались мужчины, если это делали женщины, то им приходилось укорачивать юбки и сталкиваться с общественным давлением, многие считали одиночное катание неприличным для девушек. Главным популяризатором женского фигурного катания стала Ксения Цезар.

### Лыжный спорт
Лыжным спортом в Петербурге и в его пригородах начали заниматься представители спортивных клубов и кружков. В 1894 году одним из спортивных кружков были устроены первые в России лыжные состязания на Неве вдоль Адмиралтейской набережной, но они проводилась куда реже, чем в Финляндии. Центром русского лыжного спорта в конце XIX века стала Москва. В 1913 году в Петербурге были устроены первые в России международные лыжные соревнования. Главными соперниками петербургских лыжников были финские лыжники. В 1911 году был совершён лыжный поход и Москвы в Петербург и в 1913 — из Петербурга в Москву.

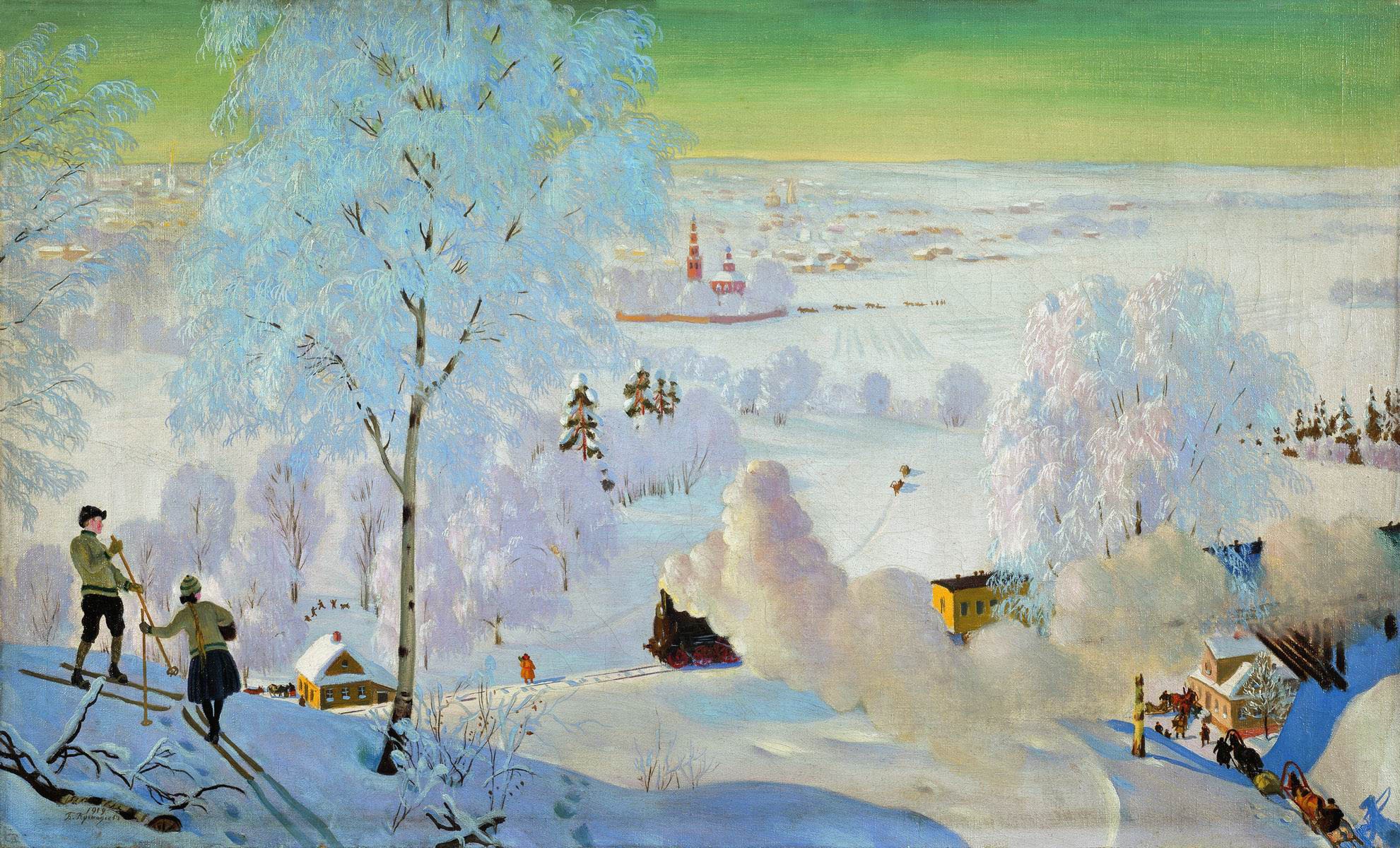
Лыжники, Кустодиев

Первый специализированный лыжный кружок — «Полярная звезда», был основан в 1897 году в пригороде Петербурга. Пространство обледенелого Суздальского озера стало центром лыжного спорта. Тогда лыжный спорт представлял собой хождение на лыжах по льду с палками на дистанциях от 500 до 10000 метров. Членами кружка были чиновники, государственные служащие, сотрудники частных фирм и контор. Пригород Лесной в начале XX века приобрёл репутацию одного из центров петербуржского лыжного спорта.
Обучение катанию на лыжах началось с 1886 года среди охотничьих команд в частях армии, для эффективного передвижения по льду. В конце 1890-х годов под Петербургом и в окрестностях Красного села лыжными командами всех гвардейских полков устраивались трёхдневные манёвры. Гвардейские полки на лыжах торжественно встречали и провожали горожане.
В Петербурге в начале XX века популярность приобрёл лыжно-парусный спорт, представляя собой более экономную версию буерного спорта, где люди катались с парусом, но на лыжах или коньках. Им часто занимались велосипедисты, не имевшиеся возможности кататься на велосипедах зимой.
Деревни Юкки и Парголово стали центром горнолыжного спорта. Проводимые там состязания, устраиваемые в том числе «Полярной звездой» привлекали множество публики. В Парголово был построен первый деревянный трамплин.

### Санный спорт
Катание на санях было традиционный русским развлечением среди простонародья. Ещё в XVIII веке в городе возводились деревянные горки высотой до 12 метров и раскатом до 200 метров. На этих горках катались также представители дворянства.
На рубеже XIX и XX веков кататься на санях также начали и из спортивного интереса. Основным местом санного спорта становились Крестовские горы и горы Петербургского Речного яхт-клуба. В начале XX века на зимних катках устраивались шуточные состязания в искусстве катания с гор.

### Хоккей

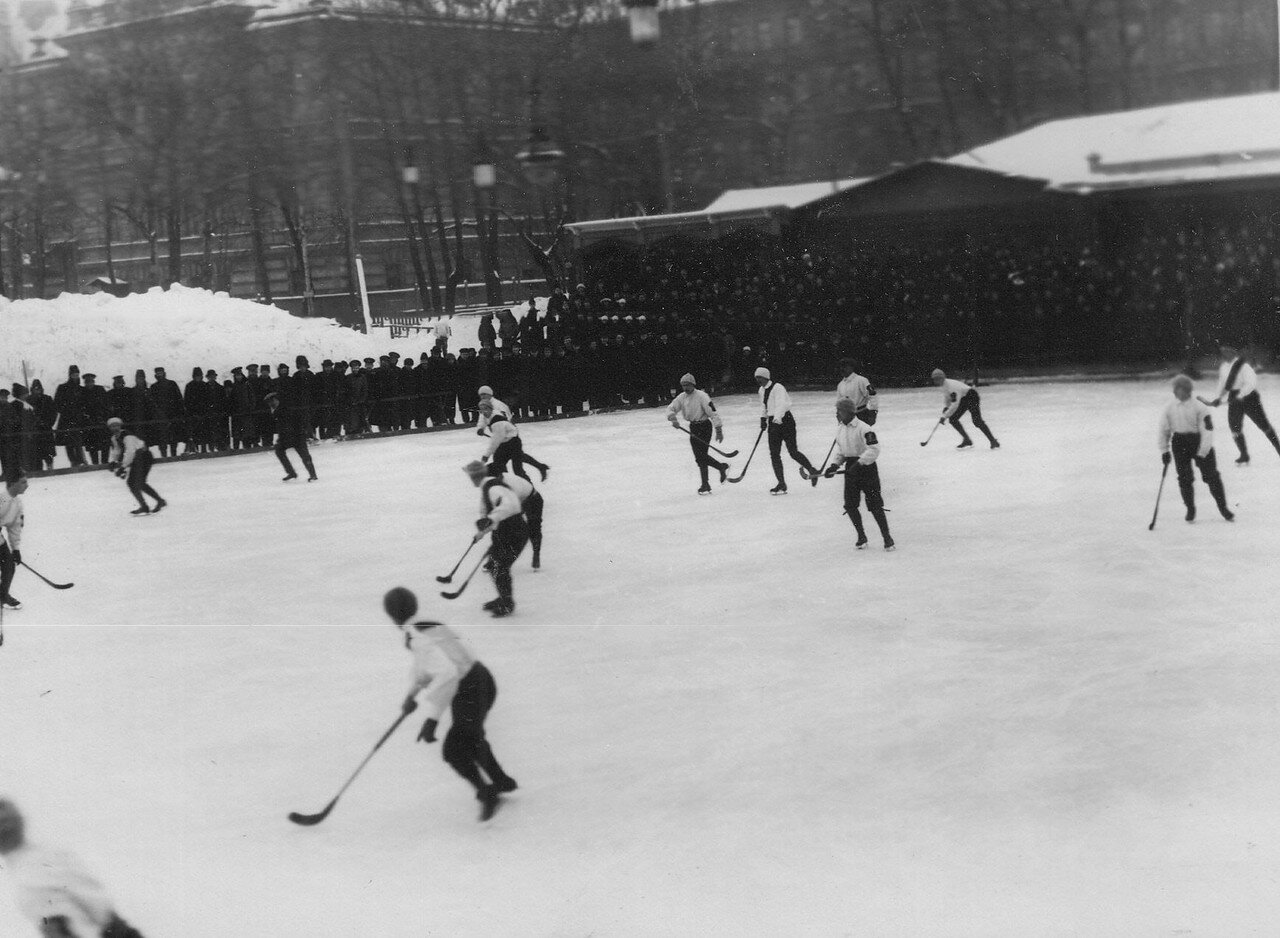
Состязания хоккеистов в Юсуповом саду, 1913 год

Хоккей с мячом или клюшки на льду был традиционной русской забавой. Разница заключалась в том, что в клюшках мяч перебрасывали через барьер для забивания гола. Ещё при Петре тысячи горожан направлялись к замёрзшей Неве, чтобы посмотреть на клюшки, за играми любил наблюдать сам царь. Известно, что в середине XIX века на замёрзшей Неве организовали катки для игры в клюшки.
Играть в хоккей начали в конце XIX века, который тогда считался пришедшей из Англии модой. Этим занялся Санкт-Петербургский кружок любителей спорта под предводительством Петра Москвина. На северном катке внутри Каменноостровского велодрома был проведён первый российский хоккейный матч в 1898 году. Первые русские хоккейные команды, ещё не имея нужного опыта терпели сокрушительное поражение против английских команд. У этого вида спорта было много противников из-за частых ушибов его участников.
Переломным моментом стало появление «юсуповцев», ставших сильнейшей хоккейной командой в России. В 1903 году юсуповцы учредили международный переходящий кубок по хоккею, который сами же выиграли. Юсуповцы, объединённые в российскую лигу обеспечили в 1907 году победы над многими сильнейшими хоккейными командами Европы. В конце первого десятилетия XX века основную конкуренцию юсуповцам в Петербурге начала составлять команда «Нарва».
Хоккей, как вид спорта не приболел широкую известность среди русских и получил массовое распространение только с середины XX века.

## Конный спорт
Во время правления Екатерины II в Петербурге существовала традиция устраивать рыцарские карусели и аллегорические маскарады. Импровизированные рыцарские турниры, в отличие от таковых в средневековой Европы, представляли собой безобидные пышные празднества и представления, где кавалеры демонстрировали искусство владения оружием и верховой езды. В 1765 году для этих целей был возведён деревянный амфитеатр с ареной для состязаний. Рыцарскими каруселями увлекался в том числе Павел I. Конные карусели с участием офицеров — кавалергардов в полковом манеже проводились почти до самой революции. На каруселях светские дамы — наездницы любили демонстрировать наряды последней моды.

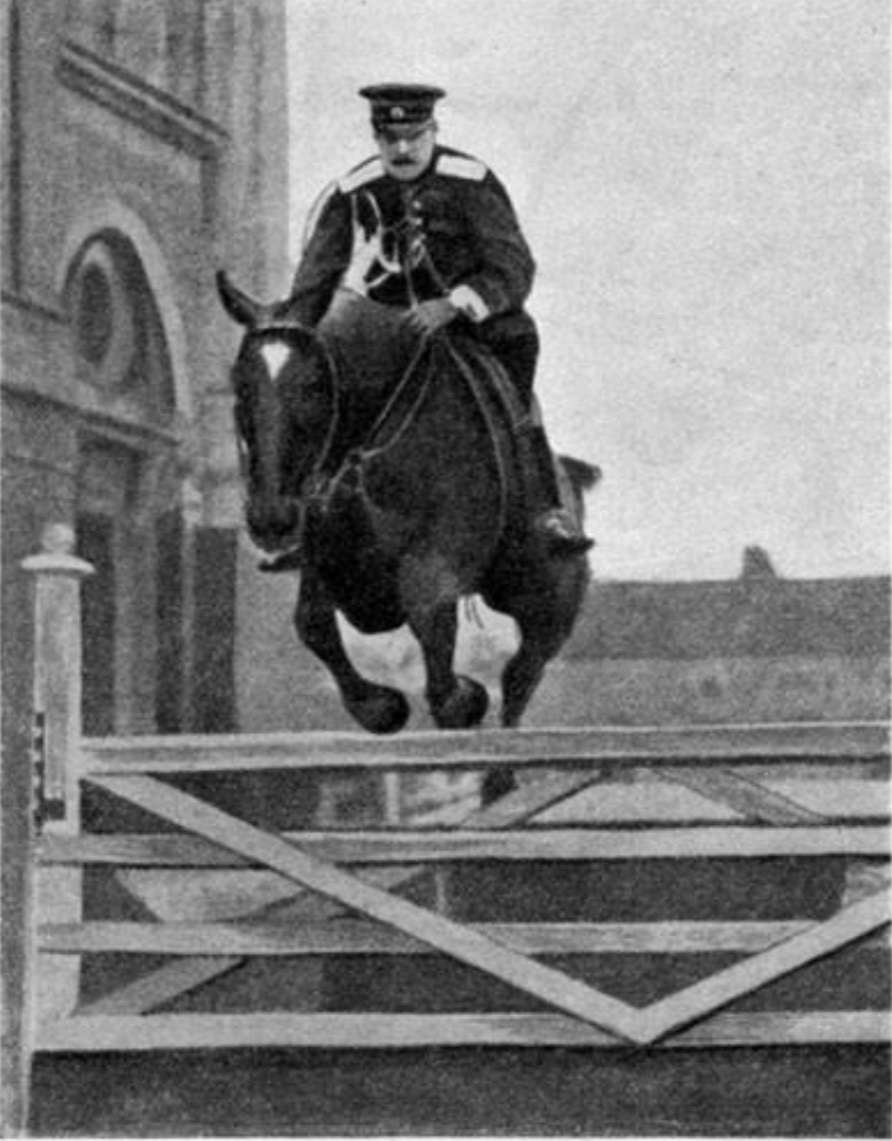
Ротмистр Павел Родзянко на скачках

Пётр I стал основоположником русского коннозаводства, учредив несколько конных заводов в 1712 году. Традицию рысистого конного спорта в Росси начал Граф Орлов, фаворит Екатерины II. Он также прославил русское коннозаводство и вывел породу орловского рысака. Во второй половине XIX веке звание главного конозаводчика России принадлежало Иллариону Воронцову-Дашкову, одному из главных государственных деятелей. Также прославленным коннозаводчиком был великий князь Дмитрий Константинович.
В XIX веке конным спортом занимались в основном столичные кавалеристы внутри манежей, билеты на зрелища были дорогими и не доступными простой городской публике. В отличие верховой езды в Европе, в России и Петербурге она оставалась мало известной и не такой зрелищной. Одним из главных очагов конного спорта в начале XX века выступало Николаевское кавалерийское училище, где устраивались показательные праздники юнкеров для гвардейской публики.
Своим мастерством верховой езды славился гатчинский кирасирский полк. Они часто выходили победителями в конных состязаниях в Европе и некоторые кирасирские офицеры становились знаменитостями в Европе. В последние годы перед Первой мировой войной русские кавалеристы — Павел Родзянко, Владимир фон Эксе и Михаил Плешков трижды завоёвывали первенство на международных состязаниях.
С 1889 года ежегодно среди офицеров проводились барьерные скачки в Михайловском манеже. На это зрелище стекалась богатая публика, дворяне и члены императорской семьи. Также ежегодно в Красном селе устраивались четырёхвёрстные офицерские скачки с препятствиями, где располагался летний военный лагерь гвардейских частей петербургского гарнизона. Скачки устраивались в присутствии императора.

### Ипподромы
На скачках — царство тотализатора! Коломяжский ипподром — это не скачки, а какое то тотолечебное заведение для приёма тотализаторских ванн и душей.
— Обозреватель Петербургского листка, 1900 год

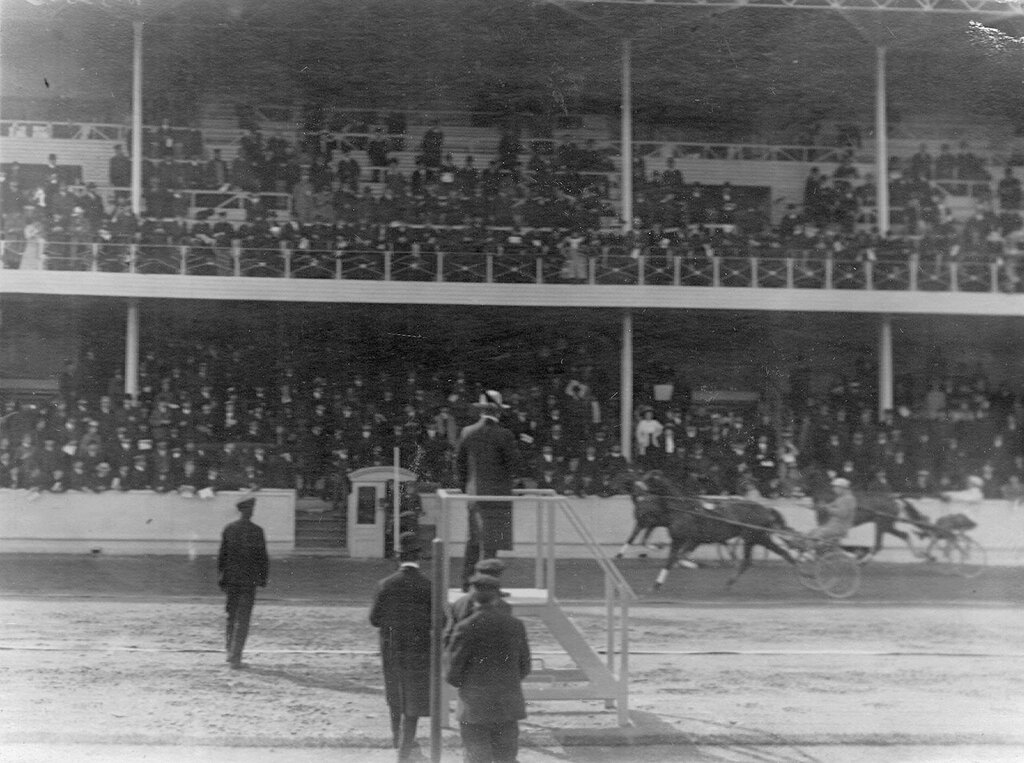
Участники соревнований на Семёновском ипподроме у финиша

Зимой на замёрзшей Неве устраивались ипподромы с конца XVIII века, где проводились скачки на лошадях. Летом скачки переносились на конную площадку на Лиговском проспекте. В скачках принимали участие охотники. С 1846 года начали устраиваться «правильные бега» государственным коннозаводством. Подобные скачки собирали тысячную публику. В 1845 году летний ипподром был открыт в Царском селе, оставаясь следующие десятилетия одним из самых популярных ипподромов, его посетители состояли в основном из приличной публики.
Было сформировано Санкт-Петербургское общество рысистого бега во главе с Петром Дубовицким, президентом Петербургской медико-хирургической академии. В 1880 году обществом был построен Семёновский ипподром, прилегающие к ней улицы быстро стали местами сосредоточения конюшен. Семёновский ипподром стал городским центром конных зрелищ. Его публикой были в основном гвардейцы, купцы и мещане. Известным был также Коломяжский или удельный ипподром, созданный Царскосельским скаковым обществом, где каждый год устраивалось открытие скакового сезона — важного события в городской жизни.
В Петербург на гастроли прибывали знаменитые американские жокеи. Ипподромы становились центрами азарта, где значительная часть зрителей пребывала ради тотализатора, а не зрелищ. Доходы от тотализатора продолжали неуклонно расти вплоть до первой мировой войны, вызывая массовые общественные споры. На фоне ужесточённой конкуренции, русские наездники начали прибегать к допингу лошадей, что провоцировало скандалы и проверки.

## Велоспорт
Первое общество любителей велосипедного катания возникло в конце 1870-х годов. Тогда велосипеды были ещё диковинкой, возникшей на западе. В 1880-е годы в Петербурге насчитывалось всего около полусотни владельцев велосипедов. В тот период велосипеды называли самокатами, скороходами или стальными конями. В 1880-х годах в среде императорского двора также возникла традиция кататься на велосипедах в качестве отдыха и досуга. Сам государь Николай II увлекался ездой на велосипеде. Ранние велосипеды не имели стандартизированную форму, например популярной была модель «паука», но она оказалась слишком опасной для езды на дороге. Все модели были импортными.
В 1890-е годы возникали элитные клубы велосипедной езды. Один из таких клубов был филиалом германского союза. В 1895 году возникло общество велосипедистов-туристов — Русский туринг-клуб. Поездки на велосипеде стали частью традиции туристических клубов. В конце XIX века в Санкт-Петербурге массовое распространение получили велосипеды, в основном одноместного и двухколёсного типа. К началу XX века в городе каталось около 18 тысяч людей.

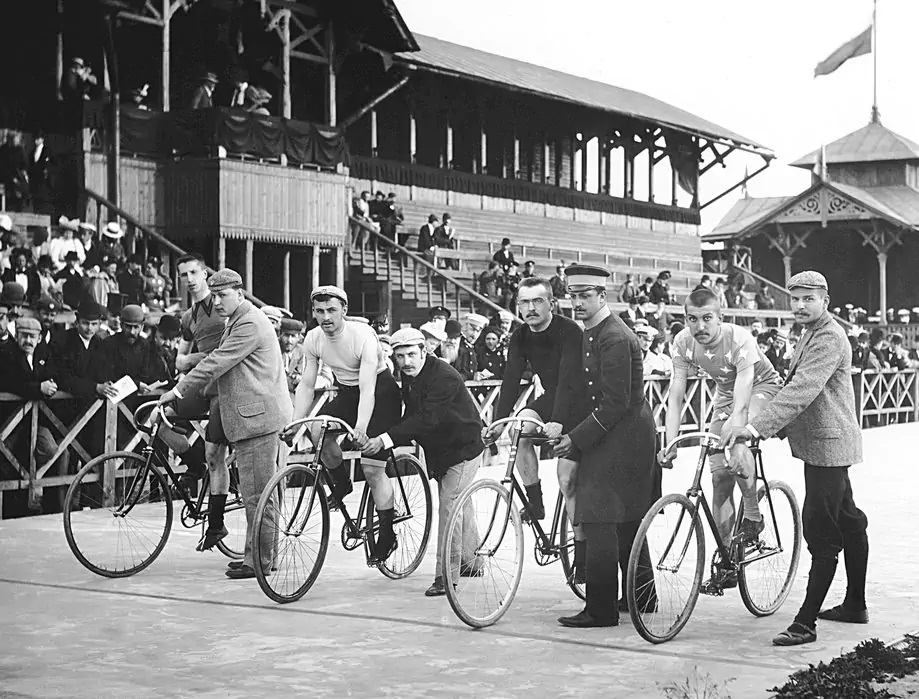
Старт гонки на Каменноостровском циклодроме, 1897 год

В определённый момент на многих улицах города можно было постоянно видеть велосипедистов, далеко не все горожане приветствовали это, после нескольких несчастных случаев на дороге звучали предложения полностью запретить данный вид транспорта. Для урегулирования велосипедной езды, их владельцам требовалось получать номерной знак, вводились правила дорожной езды. Также владение велосипедом облагалось налогом. Традиционно на велосипедах катались в тёплое время года. В зимнее время катались в основном спортсмены, на специальных шинах также катаясь на замёрзшем льду.

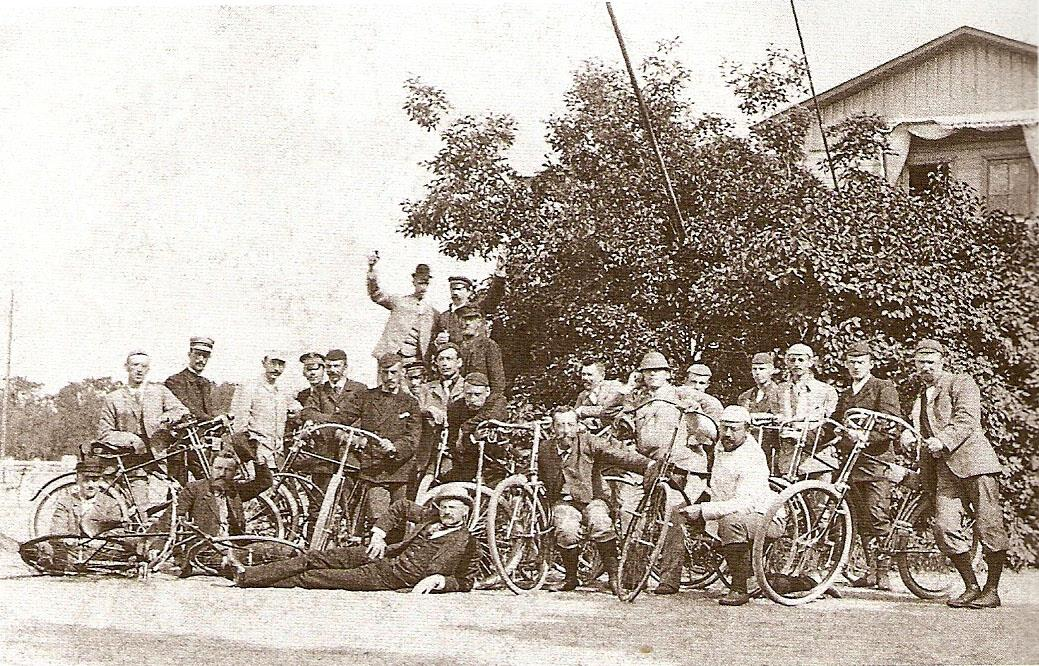
Встреча членами Петербургского общества велосипедистов любителей москвичей, приехавших на велосипедах в столицу, 1893 год

Велосипедный спорт в Петербурге развивался с 1880-х годов. Тогда же начали проводиться ежегодные велосипедные гонки. Спортсмены, любившие кататься на велосипедах, предпочитали заниматься этим в пригороде, так как в городе им приходилось сталкиваться с извозчиками или машинами. За городом устраивались крупные циклодромы для тренировок и соревнований. Некоторые общества построили заасфальтированные треки. Гонки, устраиваемые на треках собирали большую публику. Велосипедисты могли устраивать гонки с наездниками на лошадях. Частью традиции стали ежегодные «Великопостные» велосипедные гонки в Михайловском манеже во время Великого поста. Ежегодные велосипедные гонки также начали устраивать на марсовом поле, по данным некоторых историков марсово поле стало первым в Петербурге, где были устроены велосипедные состязания. В 1890-х годах начали проводиться путешествия на велосипедах на дальние расстояния, между городами, например до Москвы, или даже странами, например до Лондона, Берлина или Парижа.
Самой сильной командой велосипедистов был Царскосельский кружок велосипедистов, состоящий из дачной молодёжи, чей ипподром располагался у железнодорожной станции Царское село. Также большой известностью пользовалось дачное Общество стрельнинских велосипедистов-любителей с одним из крупнейших циклодромов, ставшим одним из культурных центров южных пригородов Петербурга. Первый обустроенный циклодром в городе был открыт в 1895 году на Каменноостровском проспекте.
Переживший свой расцвет в 1890-е годы, велосипедный спорт ждал упадок в начале XX века. Почти все велосообщества из-за недостатка средств лишились своих ипподромов. Оставшиеся выступления на велосипедах превращались в платные зрелища для публики. В конце 1900-х годов у населения возрос интерес к любительскому велоспорту. Начали проводиться шоссейные велогонки.

## Мотоспорт

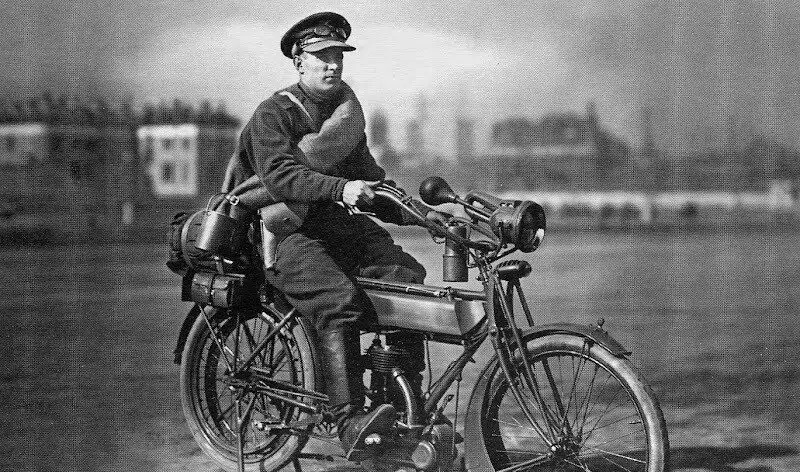
Мотоциклист на Семёновском плацу, 1916 год

Появившиеся в конце XIX века мотоциклы современниками воспринимались, как велосипеды с мотором, поэтому на водителей мотоциклов распространялись те же требования и правила, что и на велосипедистов. На преимущественно булыжных мостовых в Петербурге кататься на мотоциклах было неудобно и опасно, рёв мотора пугал лошадей. Несмотря на эти проблемы, распространение мотоциклов неуклонно росло. Среди ранних моделей были распространены трёхколёсные мотоциклы, со временем преобладающими моделями стали двухколёсные. Водители мотоциклов назывались мотоциклетами. Спортивная езда на мотоциклах называлась мотоциклетным спортом. Мотоциклеты были также велосипедистами, мотоциклетный спорт рассматривался, как подвид велосипедного, хотя энтузиасты мотоспорта также могли быть выходцами из автомобильных клубов.
Мотоциклы среди спортсменов изначально предназначались для длительных поездок. Первая трековая мотогонка в России состоялась на Каменноостровском велодроме в 1899 году. Мотоциклы на рубеже веков приобрели популярность у военных. В 1899 году среди солдат состоялась первая мотогонка у Петербурга. В 1901 году по маршруту Петербург — Гатчина — Петербург была устроена автомото-велосипедная гонка. В ближайшие годы было проведено множество других мотогонок. В 1914 году состоялась мотогонка между Петербургом и Москвой. Участие в таких мероприятиях для мотоциклистов было опасным не только из-за непригодных дорог, но и того, что между городами на мотоциклистов могли нападать испуганные неведомым устройством крестьяне, обкидывая мотоциклистов камнями или натравливая на них собак.

## Автоспорт
Первый автомобиль, он же «коляска без лошадей» или «моторный самокат» — появился в Петербурге в 1895 году и стал сенсацией. В качестве эксперимента, водителям дозволялось ездить по улицам города. Уже в 1898 году в городе было зарегистрировано около 30 машин, в 1902—378, а в 1911 году — около 1600. Первой и самой популярно маркой был Бенц, после 1905 года всё большей популярностью пользовались машины немецкого производства.

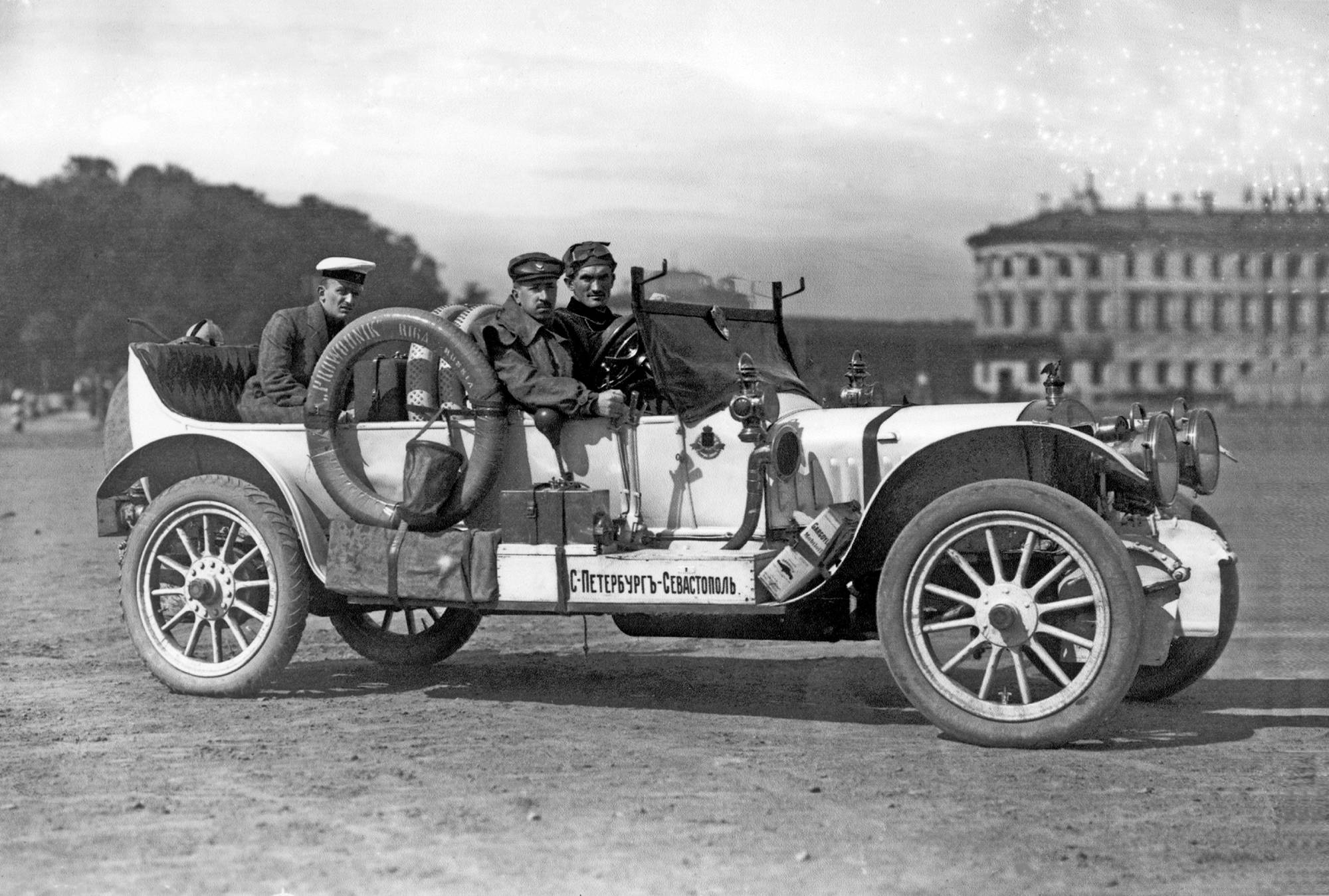
Андрей Нагель за рулём «Руссо-Балта» в Санкт-Петербурге перед поездкой в Севастополь, 1911 год.

Интерес к автоспорту возник в кругу велосипедистов. Автомобильный спорт начал практиковаться одновременно с велоспортом и мотоспортом. В 1902 году был сформирован Санкт-Петербургский автомобиль-клуб под предводительством великого князя Сергея Михайловича. Вторым автоклубом стало Российское автомобильное общество, основанное в 1904 году. С 1911 году петербургские автомобилисты принимали участие в международных ралли. Знаменитым автогонщиком был Андрей Нагель. Автопробеги начали использовать, как средство налаживания дипломатических отношений.

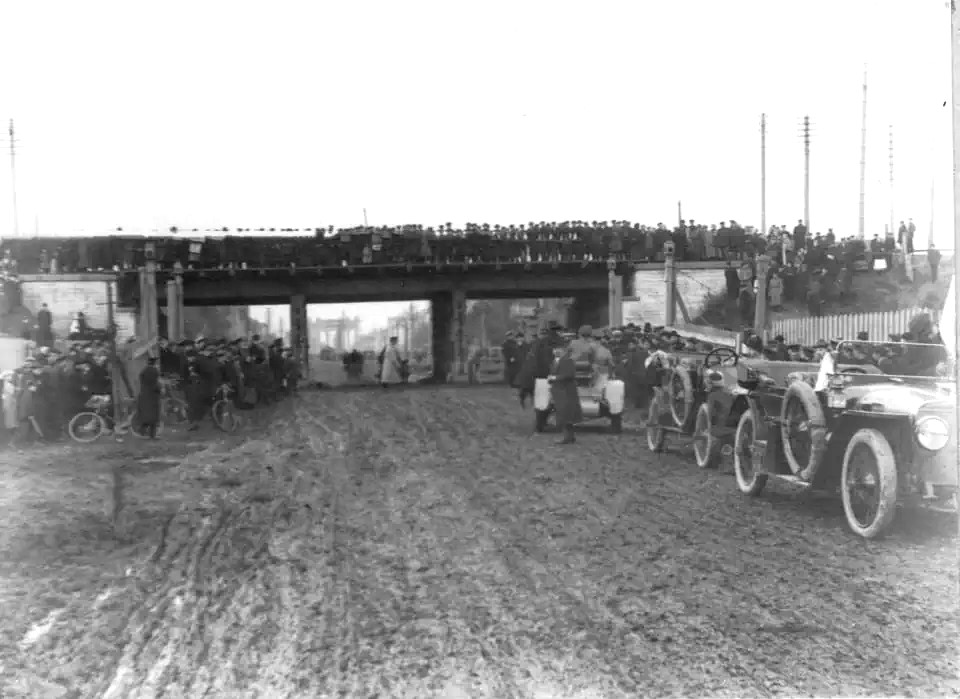
Автомобильный пробег Москва-Петербург на Московской заставе, 1913 год

Первая автогонка в Петербурге была устроена в 1898 году длинной в 40 вёрст. В начале XX века большую популярность приобрели марафонские автопробеги в Петербургской губернии. Скорость и большая дальность пробегов доказывала важность автомобилизации. Автопробеги того времени проводились по принципу ралли. Они не были столь распространены, как в западной Европе, машины могли пугать и доставлять неудобства крестьянам.
Главным препятствием для любителей автогонок становились непригодные для езды дороги. Гонки начали проводить зимой, когда покрытая снегом поверхность дорог становилась более ровной. В 1899 году была проведена первая автогонка из Москвы в Петербург. Первые гонки проводились совместно с мотоциклистами и велосипедистами. В 1900 году у Красного села состоялись автомобильные соревнования по скорости подъёма, так называемые «состязания на подъём». В 1907 году Петербург стал одним из пунктов грандиозного автопробега из Пекина до Парижа.
В 1909 году был впервые разыгран «Кубок скорости» под эгидой Санкт-Петербургского автомобильного клуба. На него прибыло рекордное количество участников — более 70. Среди зрителей гонок были и великие князья. В 1914 году был устроен первый ледовый автопробег. В 1907 году важной вехой в спортивной жизни автомобилистов стала устроенная в Михайловском манеже автомобильная выставка. В рамках этого мероприятия была устроена гонка между Петербургом и Москвой, а также гонка автомобилей за воздушным шаром. После этого автосалоны устраивались в 1908, 1910, 1913 годах. В 1913 году под Петербургом состоялась первая в России кольцевая автогонка с участием 18 гонщиков. Для этого использовалось уже полюбившееся у автомобилистов Волхонское шоссе. Вторые и последние международные кольцевые гонки были проведены в 1914 году.

## Воздушный спорт

### Воздухоплавание
Ещё в 1803 году над Петербургом был совершён первый полёт на воздушном шаре. С середины XIX века воздушные шары запускали городские увеселительные заведения и во время крупных мероприятий, например в «Минерашках». Для военных целей сооружали аэростаты. Популярность воздухоплавания возросла к XX веку и воздушные шары над городом или его окрестностями уже не были диковинкой. Волково поле стало воздухоплавательным парком. Воздухоплавательный спорт был сопряжён с большими рисками, так как воздушные потоки часто заносили шары в неподходящие места, в глушь или деревни.
В 1908 году в Петербурге был основан Всероссийский АэроКлуб, сыгравший важную роль в популяризации авиации в Российской империи. В этом же году был образован воздухоплавательный кружок в Петербургском институте инженеров путей сообщения. В 1910 году под эгидой Императорского Всероссийского аэроклуба (ИВАК) начали проводиться авиационные недели и праздники воздухоплавания.
В 1910 году воздушный шар «Треугольник» установил рекорд по продолжительности и дальности полёта во время всерросийского праздника воздухоплавания. Полёт продолжался 40 часов, шар спустился в Таганроге.

### Авиаспорт
В 1908 году был сформирован Императорский всероссийский аэроклуб, который построил Коломяжский ипподром для испытания летальных аппаратов. В 1910 году там была организована первая «авиационная неделя» — соревнование между шестью авиаторами на скорость и высоту. Она оказалась провальной; самолёты постоянно падали и ломались, это однако не помешало привлечь восторженную городскую публику, на зрелище были распроданы все билеты, люди залезали и на деревья, чтобы посмотреть на полёт самолётов. На зрелище пришли министры и царь Николай II.

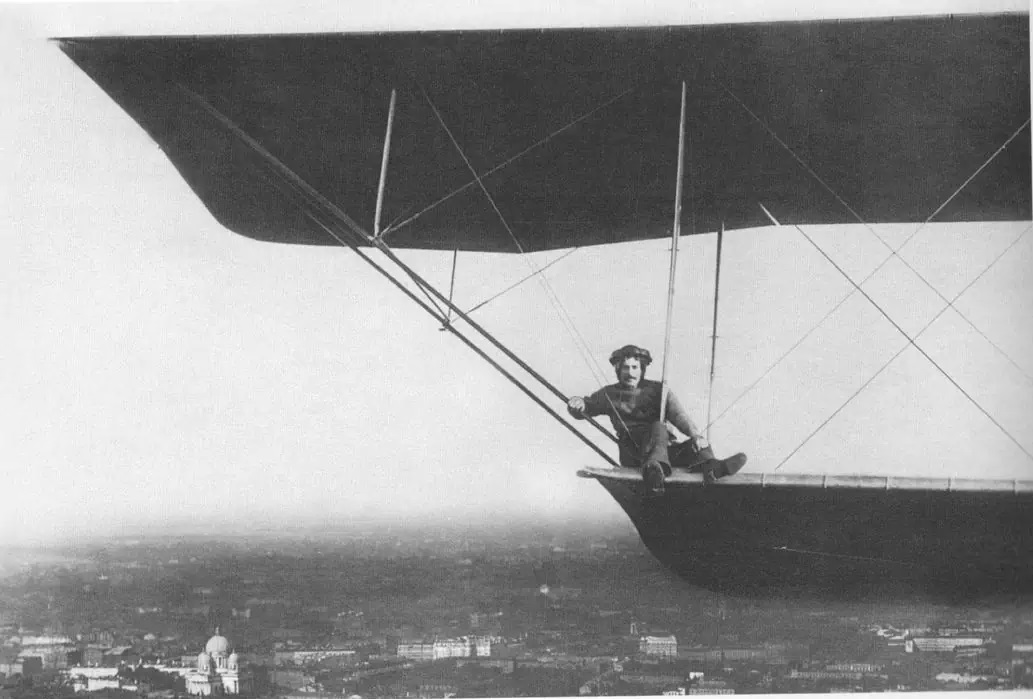
Лётчик демонстрирует опасный трюк на самолёте Илья Муромец, 1913 год

Полёты первых самолётов демонстрировались на ипподромах, которые однако были слишком маленькими для полётов. Для решения этой проблемы было решено оборудовать первый аэродром на месте огородов в Комендантском поле. Темы, связанные с авиацией стали сенсацией в 1910 году, билеты на представления на аэродроме мгновенно распродавались. Очевидцы описывали, как толпы горожан стекались в сторону аэродрома в дни проводимых там праздников и мероприятий. Смерть Льва Мациевича на одном из таких праздников стала главной трагедией в городе, он стал первой жертвой русской авиации.

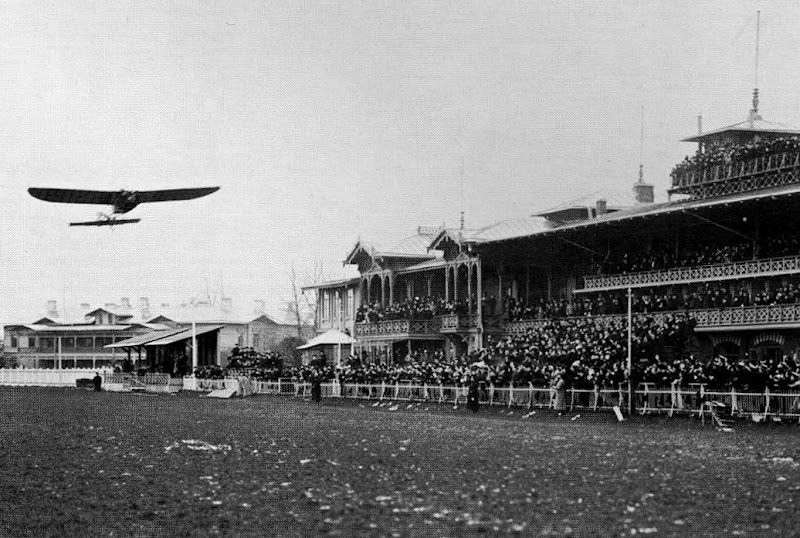
Второй публичный полёт в России французского авиатора Альбера Жилло на моноплане Blériot XI на Коломяжском ипподроме в ноябре 1909 года

В 1910 году был совершён первый перелёт аэроплана над Санкт-Петербургом до Гатчины, поручик Е. В. Руднев также описал два круга над Исаакиевским собором. Другой лётчик Г. В. Пиотровский совершил первый перелёт над морем, точнее над Финским заливом из Петербурга в Кронштадт.
В июле 1911 году был спланирован первый в истории России перелёт между Петербургом и Москвой. Это стало грандиозным событием для всего города, толпы образовывались у набережных, рек, чтобы наблюдать за улетающими в Москву авиаторами. Из девяти участников только один достиг Москвы, остальные потерпели крушение на пути, один участник погиб, трое получили тяжёлые ранения, остальные два — посттравматическое стрессовое расстройство. Итоги полёта назвали трагичными.
В июле 1912 году Всеволод Абрамович совершил первый заграничный полёт из Берлина в Петербург. Также кумиром у горожан стал Бриндежон Де Мулинэ, совершивший полёт из Парижа в Петербург, один из самых знаменитых лётчиков Европы. Звание главного воздушного авантюриста и кумира молодёжи Петербурга завевал Сергей Уточкин.
С 1914 года Адам Габер-Влынский на потеху городской публике устроил над Петербургом представление, демонстрируя сложные трюки, включая мёртвые петли. После этого, ставший знаменитостью Габер-Влынский победил на третьей неделе авиации.
Для военных испытаний и тренировок на аэропланах был построен аэродром под Гатчиной. Другой военный аэродром был построен за Московской заставой на месте нынешнего парка авиаторов. В 1913 году была создана первая авиационная рота. Здесь было установлено множество рекордов, например перелёт Петром Нестеровым из Киева в Петербург и Москвы в Петербург. Здесь также проводили испытания первых в мире многомерных аэропланов Игоря Сикорского.

## Командные спортивные игры

### Футбол
Площадь для игры была покрыта сплошь грязью. Гг. спортсмены, в белых костюмах бегая по грязи, то и дело шлепались со всего размаха в грязь и вскоре превратились в трубочистов. Всё время в публике стоял несмолкаемый смех.
— Цитата одного из газетчиков о первом в истории российском матче 1893 года
Впервые футболом в Петербург начали заниматься англичане, основавшие в 1860 году спортивный кружок «Нева» и в 1879 году — «Санкт-Петербургский футбол-клаб». Матчи поводились против команд из английских судов. В этот период футбольные матчи носили закрытый характер и почти не были известны публике, футбол ассоциировался с иноземным развлечением. В футбол помимо англичан играли шотландцы или немцы. Матчи проводились на плацу Первого кадетского корпуса, на Васильевском острове, кадеты с интересом наблюдали за играми и иногда их могли приглашать в команды. Известно, что подобие игры в футбол устраивали торговцы Ямского рынка на обледенелом пространстве.

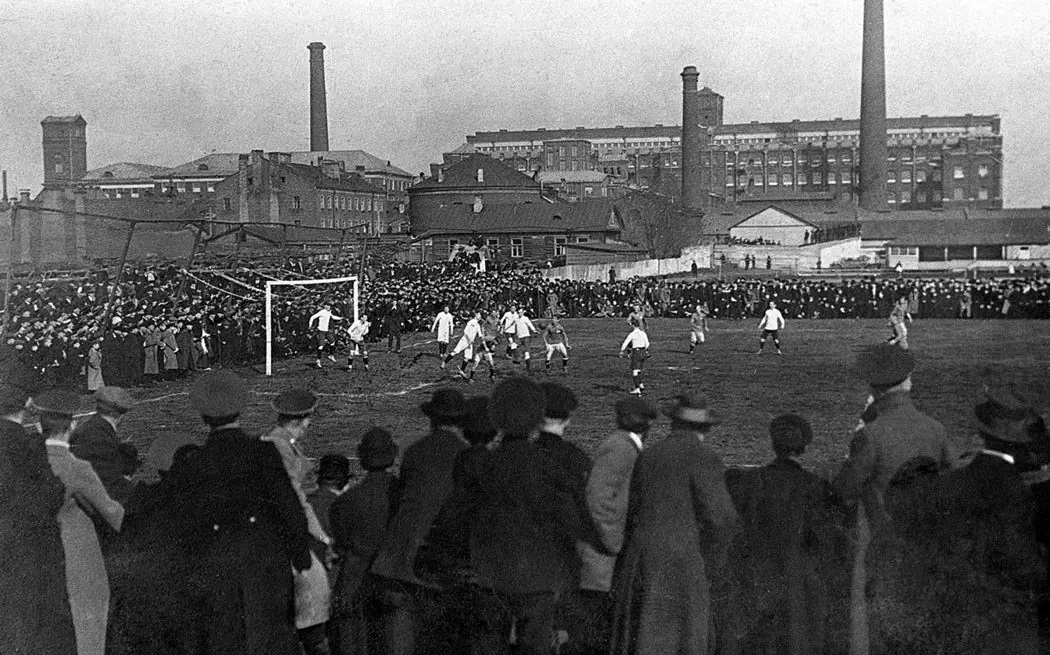
Матч сборных Санкт-Петербурга и Швеции, 1913 год

Знакомство с футболом среди горожан стало возможным в условиях образования спортивных атлетических и велосипедных кружков, чьи члены также пробовали себя в футбольной игре. Первый отечественный футбольный матч в антракте между велосипедными гонками был устроен в сентябре 1893 года на Семёновском ипподроме. Тогда игра в мяч воспринималась, как праздная забава велосипедистов на потеху публике и не полюбилась зрителям, в итоге на какое то время исчезнув из программ соревнований. В 1890-е годы интерес к футболу в среде спортивных сообщества продолжал постепенно возрастать. Первым профессиональным русским футбольным матчем принято считать матч октября 1897 году между «Спортом» и «Василеостровцем» на плацу Первого кадетского корпуса. Тогда значительная часть игроков в футбол была европейцами, английские команды оставались сильнейшими, самой сильной и старейшей командой оставалась английская «Нева». Между российскими и английскими игроками в мяч сохранялся глубокий разрыв в мастерстве игры.

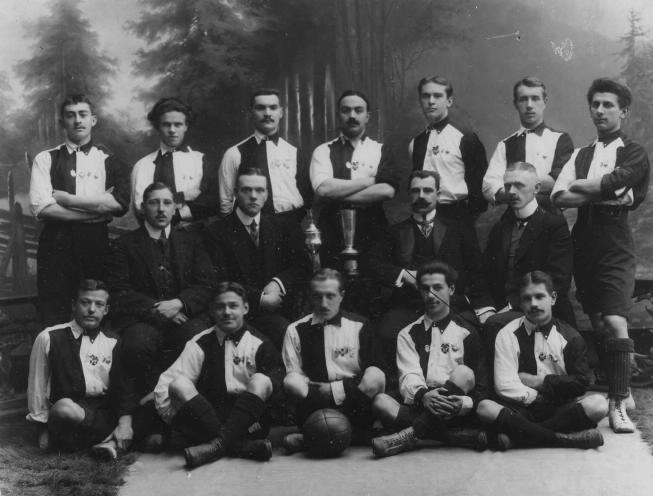
Футбольная команда КЛС в 1913 году

Первая российская команда была сформирована в 1897 году Санкт-Петербургским кружком любителей спорта. Первая петербургская футбольная лига была образованна в 1901 году, но в неё вошли только англичане и немцы. Первым секретарём лиги был Джон Ричардсон. В 1901 году был проведён первый чемпионат по футболу на серебряный кубок Апсдена. В тот период футбольные матчи почти не привлекали публику и оставались без внимания местной прессы. Тем не менее известность футбола постепенно росла и в 1902 году в лигу вошла первая российская команда «Спорт», что считается датой основания футбола в Санкт-Петербурге. Команда терпела сокрушительные поражения от английских команд, англичане выступали в роли учителей.
Впервые команда «Спорт» выиграла кубок в 1908 году, после этого команда Кружка любителей спорта стала бессменным чемпионом. Футбол за несколько лет приобрёл большую популярность среди горожан, по состоянию на 1908 год больше тысячи зрителей платили за вход на футбольный матч, хотя за несколько лет до этого, на самые интересные игры приходило по несколько десятков человек.
В 1910-е годы большую популярность приобрели дачные футбольные матчи. В 1913 году в дачной местности действовало 35 кружков. Они не были связаны с петербургской лигой и там как правило отсутствовали чёткие правила игры
До 1910-х годов петербургские команды в своём мастерстве всё ещё отставали от английских, но позже начали быстро теснить англичан, бывших изначальными хозяевами футбольной лиги. Между русскими и английскими командами случился раскол. Английские клубы «Виктория», «Нева» и «Невский» покинули лигу и основали собственную — «Российское общество футболистов — любителей», к ним также присоединился клуб «Оккервиль». Основная и «российская» лига наоборот стремилась принять к себе как можно больше футбольных команд, в том числе приняв клубы пригородной футбольной лиги — «Надежда», «Удельная», «Меркур», «Интернационал», «Коломяги», «Северный банк». Отношения между русскими и английскими футболистами ещё сильнее обострилось, после того, как «Нева» запретила своим членам учувствовать в русских командах на первенство города. В ответ русские футболисты объявили английским командам бойкот. Через несколько лет размолвки забылись и в 1911 году англичане присоединились к русской лиге, но в 1913 году «Невский» клуб в результате очередного скандала снова заявил о выходе из лиги. Во время начала Первой мировой войны и роста антинемецких настроений, футбол-лига запретила участвовать в соревнованиях немцам, отчего особенно пострадали клубы «Унион» и «Коломяги».
История самого знаменитого ныне футбольного клуба Зенита связана с коломяжской футбольной командой, основанной в 1904 году. Коломяжская команда оказала большое влияние на так называемый «ленинградский стиль» игры, это было обусловлено тем, что тренировочное поле команды находилось в сильно ветреной зоне. Незадолго до революции коломяжцы стали сильнейшей петербургской футбольной командой.
Первый футбольный матч между Петербургом и Москвой состоялся в 1907 году, тогда на стороне Петербурга играли англичане, а Москвы — члены сокольнического кружка. Англичане выиграли. Через два дня московская команда вступила в игру со сборной русской командой и опять потерпела поражение в последние 15 минут. С тех пор появилась традиция устраивать матчи между московской и петербургской футбольными командами. С 1907 по 1917 года было проведено 13 матчей, с семью победами Петербурга, пятью ничьями и одной московской победой.

### Теннис
Первые игры в теннис или лаун-теннис были переняты у англичан в конце XIX века. Сначала это были досуговые аристократические игры. Среди поклонников тенниса был Николай II. Вплоть до революции теннис ассоциировался с аристократическим спортом.

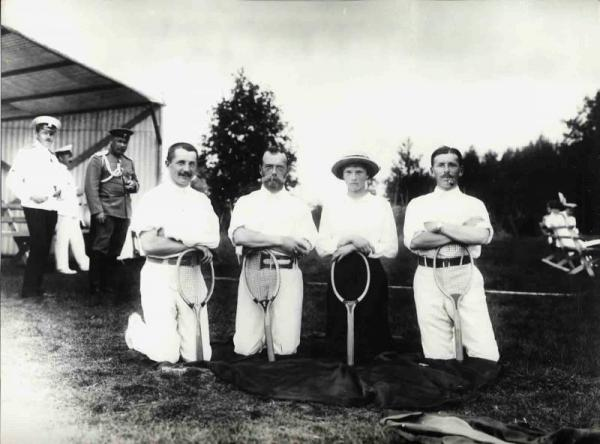
Император Николай II с дочерью Татьяной и приближёнными после теннисного матча, 1910 год

Первыми практиковать теннис, как вид спортивной игры в Петербурге начали англичане — члены английского крикет-клуба. Годом рождения тенниса считается 1878 год, когда крикет-клубом был принят «Манифест о всемерном развитии лаун-тенниса в России» и вскоре образованна первая теннисная секция. Собственный теннис-корт там же устроил Дмитрий Гибсон в Лигове.

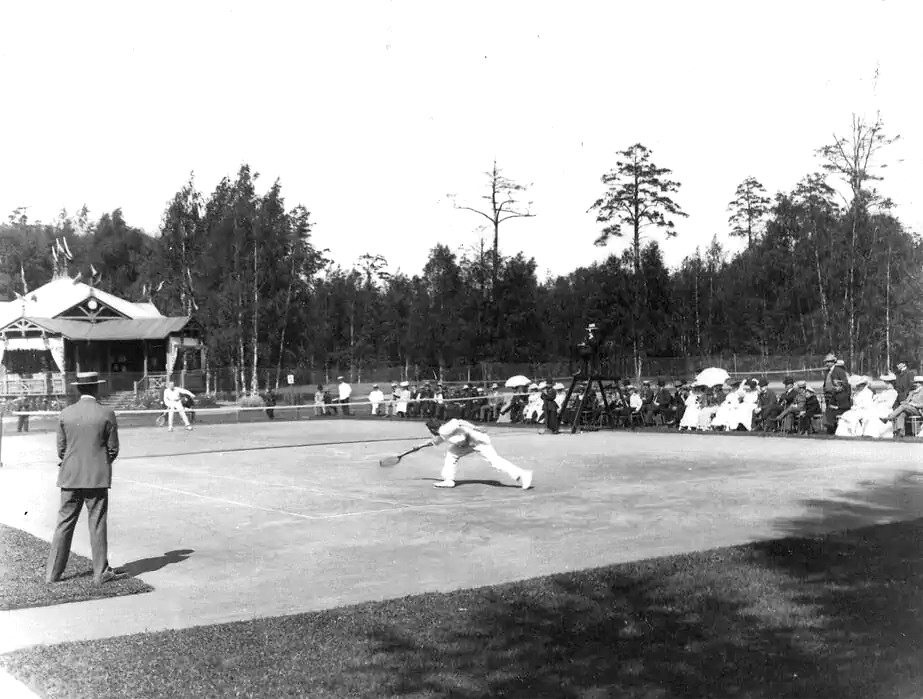
Состязание членов Крестовского Лаун-теннис клуба, 1903 год

В 1888 году в Лахте был сформирован первый лаун-теннисный клуб. Он также стал культурным центром, где помимо периодических спортивных состязаний устраивались музыкальные и танцевальные вечера. В 1891 году в Лахте появился ещё один теннисный клуб — «Клеверный листок». В 1911 году в обоих клубах насчитывалось 217 игроков, в теннис играли почти все дачники в этой местности. В начале 1910-х годов в окрестностях Петербурга уже существовало двадцать теннисных клубов, они становились очагами спортивной и культурной жизни . Крупнейшим из них стал Гатчинский лаун-теннис клуб, оборудовавший современный павильон для игр.
Другим крупнейшим клубом был Крестовский. Устраиваемые им теннисные соревнования становились своеобразным флагманом российского тенниса. Его постоянным посетителем была княгиня Фёдоровна. В 1903 году на площадках клуба было организовано международное соревнование. В 1907 году здесь был устроен первый чемпионат России. Также устраивались чемпионаты между женщинами. В 1911 году было устроено первое теннисное состязание на крытом корте внутри Спортинг-Паласа на Каменноостровском проспекте. В 1913 году в Петербурге состоялся матч между лучшими теннисистами России и Англии, на котором победили англичане. Это событие стало крайне важной вехой в истории российского тенниса.
В отличие от клубов в других городах, например в Москве, в Петербургских клубах было относительно много русских. Самым известным теннисистом, представлявшим Россию за границей был Павел Сумароков.

### Баскетбол
Впервые игру в баскетбол в Петербурге и России продемонстрировал в 1906 году американец Эрих Мораллер членам общества «Маяк». Мораллера назначили там директором физического воспитания, где он ввёл периодическую игру в баскетбол. Эта игра изначально рассматривалась, как дополнительные тренировки в занятиях по гимнастике и фехтованию. Из-за отсутствия нужного оборудования Мораллер сделал баскетбольные корзины из мусорных корзин.
В 1906 году были организованы первые баскетбольные команды. После открытия гимнастического зала на Надеждинской улице, Мораллер устроил там демонстративные матчи в 1908 году. В 1909 году с участием уже десяти команд был разыгран приз Эриха Мораллера — «Серебряный кубок». Соревнование продолжалось полтора месяца и привлекло общественное внимание. Победителями вышла команда лиловых, её капитан — Степан Васильевич Васильев впоследствии был признан «дедушкой российского баскетбола». Баскетбол приобрёл широкую известность. Уже в 1909 году состоялся первый международный матч с YMCA — родоначальником баскетбола, где петербуржцы одержали победу. Согласно некоторым источникам, этот матч стал первым международным баскетбольным матчем в истории.

### Регби
Регби не получило широкого распространения в Петербурге. Впервые игра была продемонстрирована в 1907 году английскими спортсменами на поле Невского общества любителей спорта. На матч пришли в основном футболисты. Затем члены «Невского общества», разделившись на две команды, устроили матчи, которые однако не были удачными из-за отсутствия опыта у игроков. Игра вызывала спорную реакцию у современников, как слишком жестокая и не завоевала популярность.

### Бейсбол
Исторически среди русских существовала похожая на бейсбол игра — лапта, она оставалась популярной народной игрой, но не признаваемой спортивными сообществами.
Впервые игра в бейсбол была продемонстрирована на плацу Невского футбольного клуба в 1911 году прибывшей в Петербурге американской эскадрой адмирала Баджера. В день матча к спортивному полю прибыли тысячи людей. Толпа внимательно наблюдала за матчем и пыталась разобраться в правилах игры.

## Скетинг
Ролики внесли невероятно большое разнообразие в тусклую и монотонную жизнь столичных обывателей и отодвинули на второй план господствовавшие во все времена однотипные и будничные столичные новости и сплетни.
— Историк Ростислав Николаев

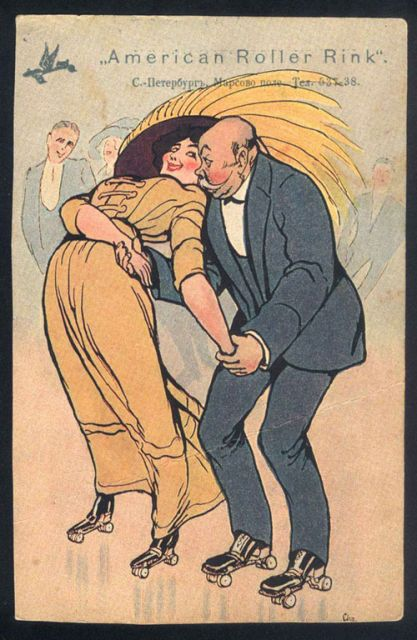
Открытка с изображением посетителей Американского скетинг-ринга

Катание на роликах приобрело большую популярность в начале XX века, как вид досуга. Тогда не было принято кататься на улице из-за отсутствия ровной поверхности и для этих целей строили крытые залы. В 1910 году выходил юмористический журнал, посвящённый скетингу, контора, выпускавшая журнал также помогала организовывать скетинг-ринги.
Многочисленные скетинг-ринги оказали значимое влияние на культурную жизнь Петербурга, став местами для проведения спортивных и театральных мероприятий. Скетинг-ринги становились местом встреч высшего света и городского бомонда. Здесь знакомилась и флиртовала молодёжь.
Самым известным скетинг-рингомом был American Roller Rinc на Марсовом поле, ставший центром множества скандалов. Своим качественным обустройством выделялся Roayal Skating. Также прославился Спортинг-Палас, где организовывались гонки на роликах с раздачей призов. Большинство скетинг-рингов существовало не долго и закрывалось. Скетинг пользовался спорной репутацией и не считался полноценным спортом ввиду того, что оставался средством увеселения, а скетинг-ринги становились злачными местами. К началу Первой мировой войны мода на скетинг спала.

## Стрелковый спорт

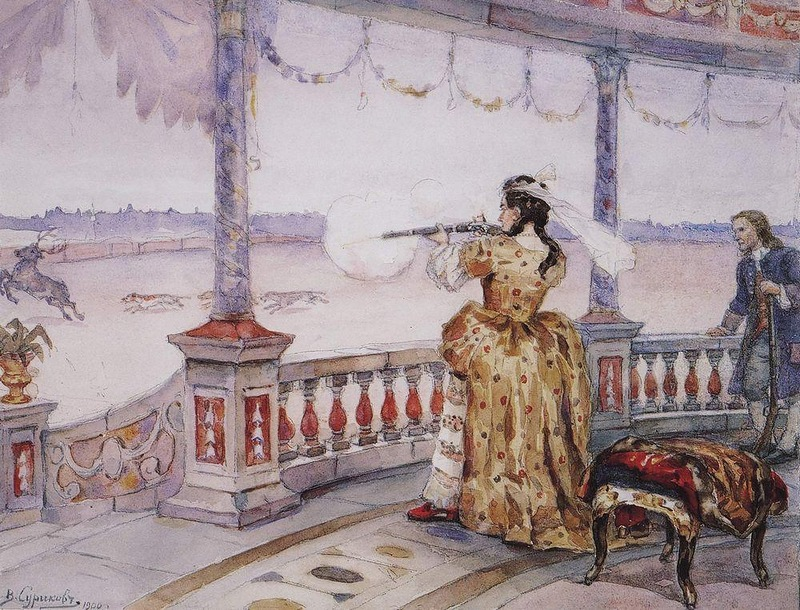
Императрица Анна Иоанновна в петергофском Тампле стреляет оленей. 1900 г., Суриков Василий Иванович

Родоначальницей стрелкового спорта в Петербурга стала императрица Анна Иоанновна в 1740-е года. При своём дворе она организовала стреляние в птиц и выдавала за это награды. Сама императрица любила постоянно стрелять по животным, а в зимнее время стреляла из лука в тире. Стрельба стала частью дворянской традиции, отстрел птиц устраивали за Екатерингофом, на Каменном острове и в Галерной гавани. При Екатерине II эта традиция почти сошла на нет, так как императрица считала этот вид развлечений жестоким.
Умение метко стрелять было обязательным для дворян, устраивавших дуэли для защиты своей чести. В начале XIX века было образовано стрелецкое общество, просуществовавшее до своего упразднения в 1811 году. В 1830-е годы в городе появился первый публичный тир для обучения пистолетной стрельбе, куда впускали как военных, так и гражданских. Другой тир открылся в 1851 году у Александрийского театра. К концу XIX века в городе было открыто множество тиров при увеселительных заведениях. К началу XX века сохранилась традиция стрельбы по голубям поздней осенью на голубином стрельбище в Крестовском острове.
Стрелковый спорт пользовался большой популярностью в XIX веке, но практиковался в основном среди военных, так как государство препятствовало тому, чтобы оружие попадало в руки гражданского населения. В каждой воинской части устраивались ежегодные стрелковые состязания. Стрельбу начали практиковать члены спортивных кружков на рубеже XIX и XX веков, но в этом мастерстве значительно уступали военным. В конце XIX века начали проводиться первенства по стрелковому спорту. В городе устраивались стрелковые состязания из пистолета, револьвера, дуэльных пистолетов, вольной винтовки на дистанцию в 100 аршин. Известностью пользовались стрелковые состязания, устраиваемые швейцарской колонией в день их национального праздника в честь Вильгельма Телля.

## Фехтование

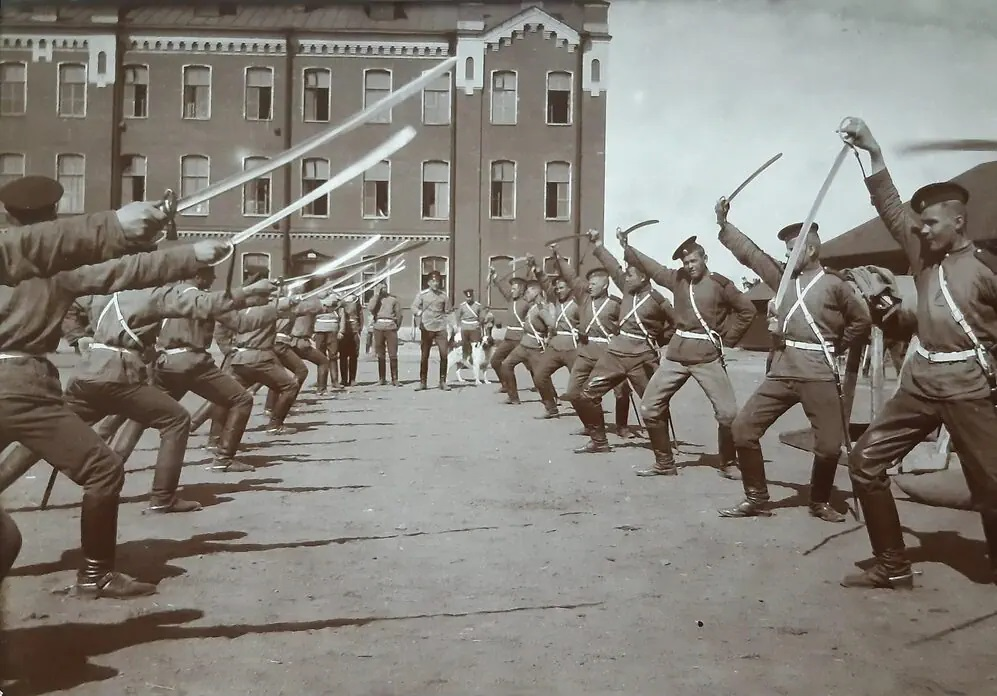
2-й полуэскадрон на занятиях по фехтованию, Кадетский корпус у Петергофа, 1910 год

Традицию фехтования ввёл ещё Пётр I, объявив шпажное искусство обязательным навыком для дворян. В XIX веке фехтование преподавалось в университетах и гимназиях. Спортивное фехтование стало популярным во второй половине XIX века среди военных и военные фехтовальщики успешно показывали себя на международных соревнованиях. Одним из самых выдающихся фехтовальщиков Российской империи был Пётр Заковорот, он был выходцем из крестьян, в то время, когда почти все фехтовальщики были выходцами из аристократии.
С 1860 года в Петербурге начали проводиться российские чемпионаты по фехтованию, где помимо военных также участвовали гражданские лица. Так как в начале XX века офицеры-фехтовальщики в своём мастерстве всё больше отставали от европейских фехтовальщиков, в 1908 году в Петербурге были открыты офицерские фехтовальные курсы, реорганизованные в 1909 году в Главную гимнастическо-фехтовальную школу. Ежегодно туда отправляли сто офицеров от войск всех родов оружия, курсы длились 10 месяцев. Его преподавателями были выбраны лучшие военные фехтовальщики того времени.

## Охота
Охота была оставалась неизменной традицией царской семьи. В XVIII веке охотой увлекались Пётр II, Анна Иоанновна и Елизавета Петровна. При Анне и Елизавете в окрестностях Петербурга было устроено кольцо зверинцев. Охоты были псовыми и соколиными. После них устраивались пиршества. Ввиду низкой плотности населения, устроить охоту на оленей, кабанов и зайцев можно было рядом с городом, например в пространстве между Невским проспектом, Фонтанкой, Малой садовой и Итальянской улицами. Анна Иоанновна любила стрелять в оленей, кабанов и зайцев. Елизавета Петровна увлекалась травлей зайцев и на охоты облачалась в мужские костюмы. И Анна и Елизавета издавали указы, запрещавшие обывателям заниматься охотой, чтобы не переводить дичь для царских охот.

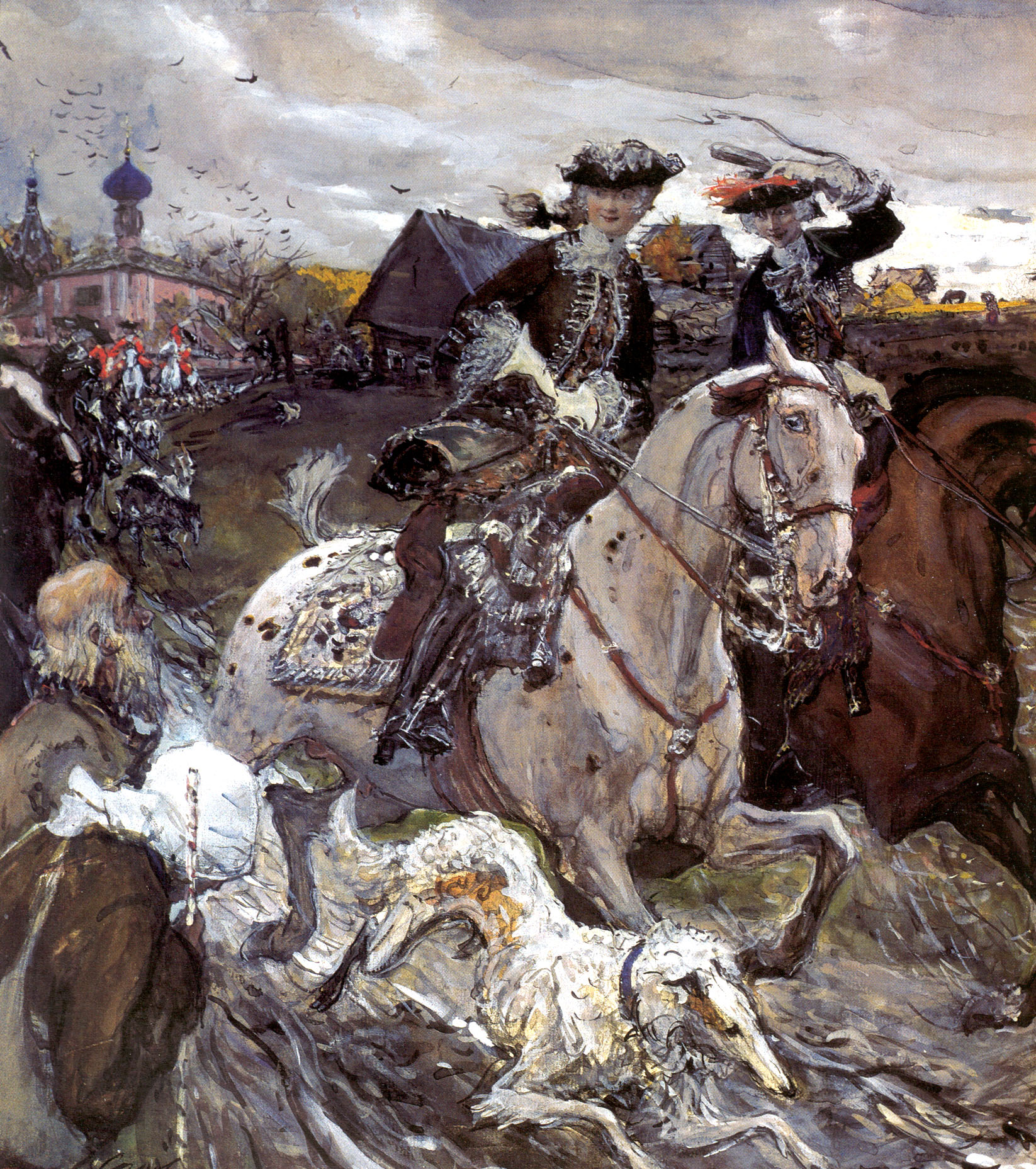
Пётр II и цесаревна Елизавета на псовой охоте картина В.Серова

Охотой на фазанов и оленей увлекался граф Орлов и собрал крупную коллекцию оружия. Коллекция перешла Павлу I, и c тех пор её пополняли члены императорской семьи. Охотой увлекались Александр I, Николай I. В середине XIX века центром царской охоты стала Лисинская дача, где разводили отборные породы крупной и мелкой дичи. Александр II принимал в Лисинской даче важных гостей. Перед революцией здесь охоты устраивали члены Государственной думы и Государственного совета. Русские государи также любили охотиться в Беловежской пуще.
Первые охотничьи кружки появлялись в Петербурге во второй половине XIX века, они арендовали у казны или местных владельцев обширные лесные угодья для охоты там. Местные крестьяне получали неплохие доходы с обслуживания охотников, например отыскивали медвежьи берлоги.
Строительства железных дорог открывали для охотников новые, прежде почти недоступные охотничья пространства, например вдоль дороги через Лужский уезд. Охота перемещалась дальше вглубь губернии, так как лесной дичи у Петербурга почти не осталось. Вблизи города охоту на уток вели представители бедных классов, богатые отправлялись как минимум за 50 вёрст от города. В какой-то момент почти все окрестности дальше от Петербурга на менее, чем на 100 вёрст арендовались для охоты, в результате стремительно сокращалась популяция животных. В 1914 году в губернии насчитывалось не менее 10 тысяч охотников, многие из них были представителями высшего света.
Популярной оставалась охота с собаками. С охотой была связано собаководство. Большой популярностью у охотников пользовался двор у деревни Коломяги, где испытывали полевые качества борзых собак. Там устраивали массовые травли зайцев и волков, совмещённые с соревнованиями и испытаниями с участием охотничьих собак и соревнования в участием собак. Эти зрелища привлекали множество зрителей помимо охотников.

## Рыболовство
Старой рыболовной традицией в Петербурге было состязание рабочих судов-сойм в день Святой Троицы при участии Петербургского парусного клуба, Императорского Российского общества рыболовства и Петербургского речного яхт-клуба. В этот день из Кронштадта, Петергофа и других пригородов в Петербург прибывала флотилия рыбацких судов.
Рыболовство, как вид спорта пользовалось большой популярностью среди великосветского общества на рубеже XIX и XX веков. Поклонником рыболовства был Александр III. В 1881 году было сформировано Общество рыбоводства и рыболовства, разработавшее правила рыболовства в России.
Первый кружок удильного спорта появился в Петербурге в 1889 году. Члены кружка устраивали экскурсии в окрестности Петербурга для рыбалки. Многие компании рыболовов отправлялись в дальние регионы, вплоть до Финляндии в сторону озёр, богатых рыбой. Множество высокопоставленных спортсменов-рыболовов отправлялись на Вуоксу. Простые горожане любили заниматься рыбной ловлей на самодельных плоскодонных лодках. Для этих целей также сдавали в аренду лодки.